# Kunstformen der Natur

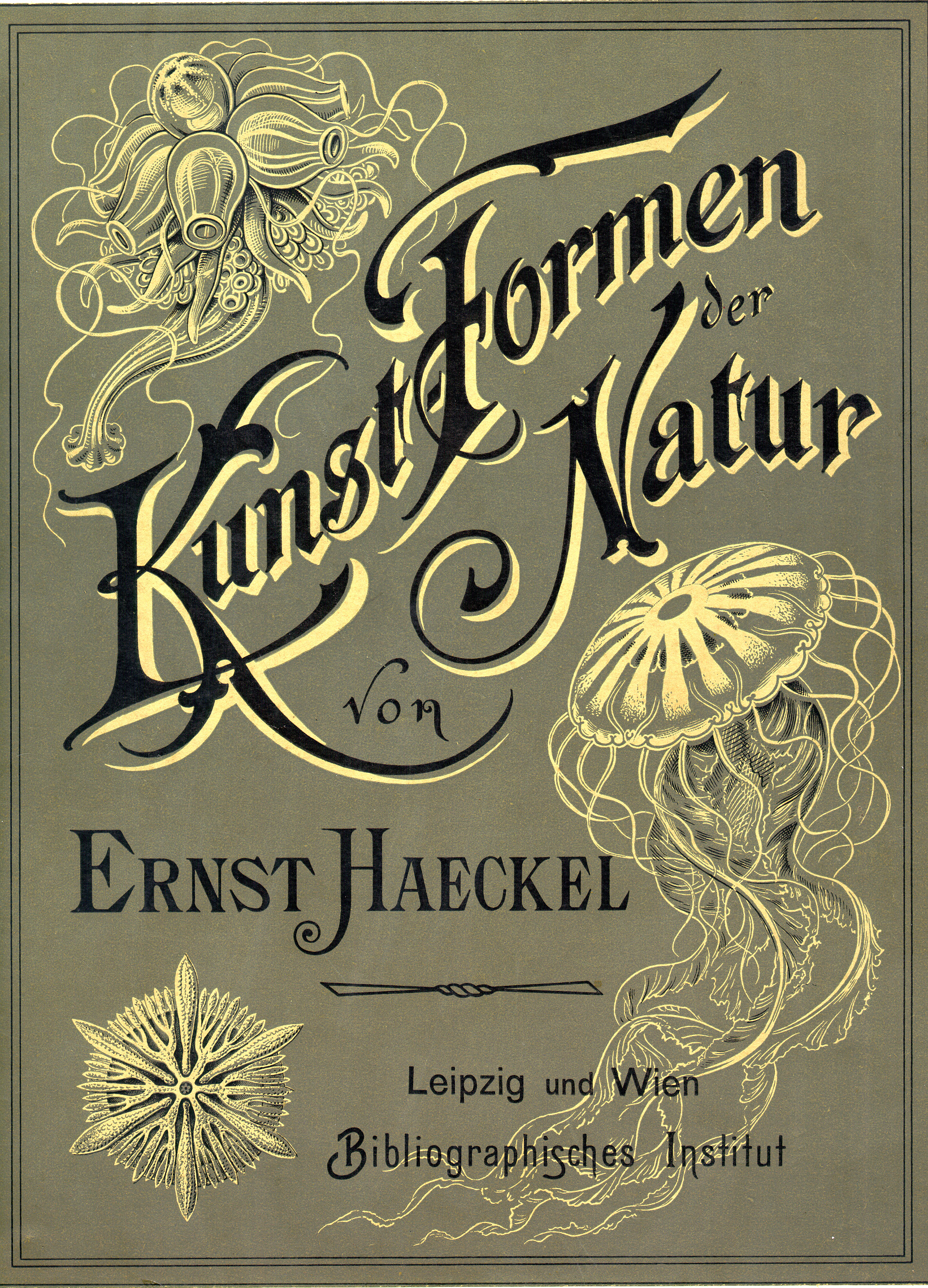

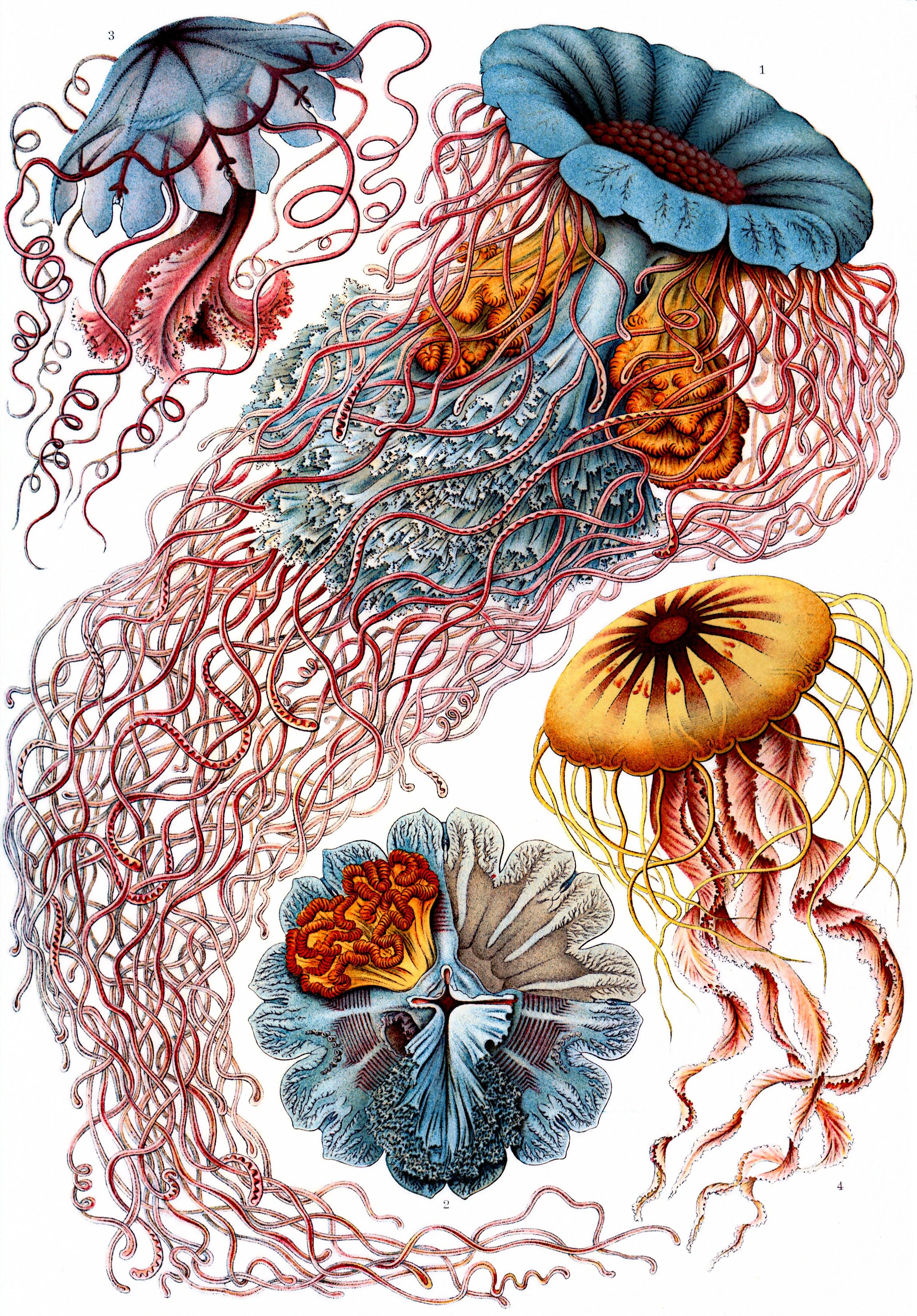
Sida åtta, Discomedusae, de två mittersta maneterna är Desmonema annasethe.

Kunstformen der Natur (tyska för Naturens konstformer) är en bok med litografier av den tyska biologen Ernst Haeckel. Bilderna i boken blev först publicerade i samlingar om tio mellan 1899 och 1904 och som en fullständig samling 1904. Den består av hundra bilder av diverse organismer, av vilka många Haeckel var den första av beskriva. I hans karriär gjordes över tusen etsningar av Haeckels skisser och akvareller, de bästa av dessa valdes ut till Kunstformen der Natur till vilken Adolf Giltsch gjorde de litografiska mallarna. Den andra utgåvan av Kunstformen, med endast 30 av bilderna, gavs ut 1924.
Kunstformen der Natur sammankopplade vetenskapen med konsten och hade inflytande på 1900-talets konst, arkitektur och design. Många konstnärer som är förknippade med Art Nouveau blev influerade av Haeckels bilder, bland annat René Binet, Karl Blossfeldt, Hans Christiansen och Émile Gallé. Ett framstående exempel är byggnaden Beurs van Berlage, som designades av Hendrik Petrus Berlage, är delvis influerad av illustrationer i Kunstformen.

## Bildgalleri
Vetenskapliga namn som Haeckel använde är kursiva.

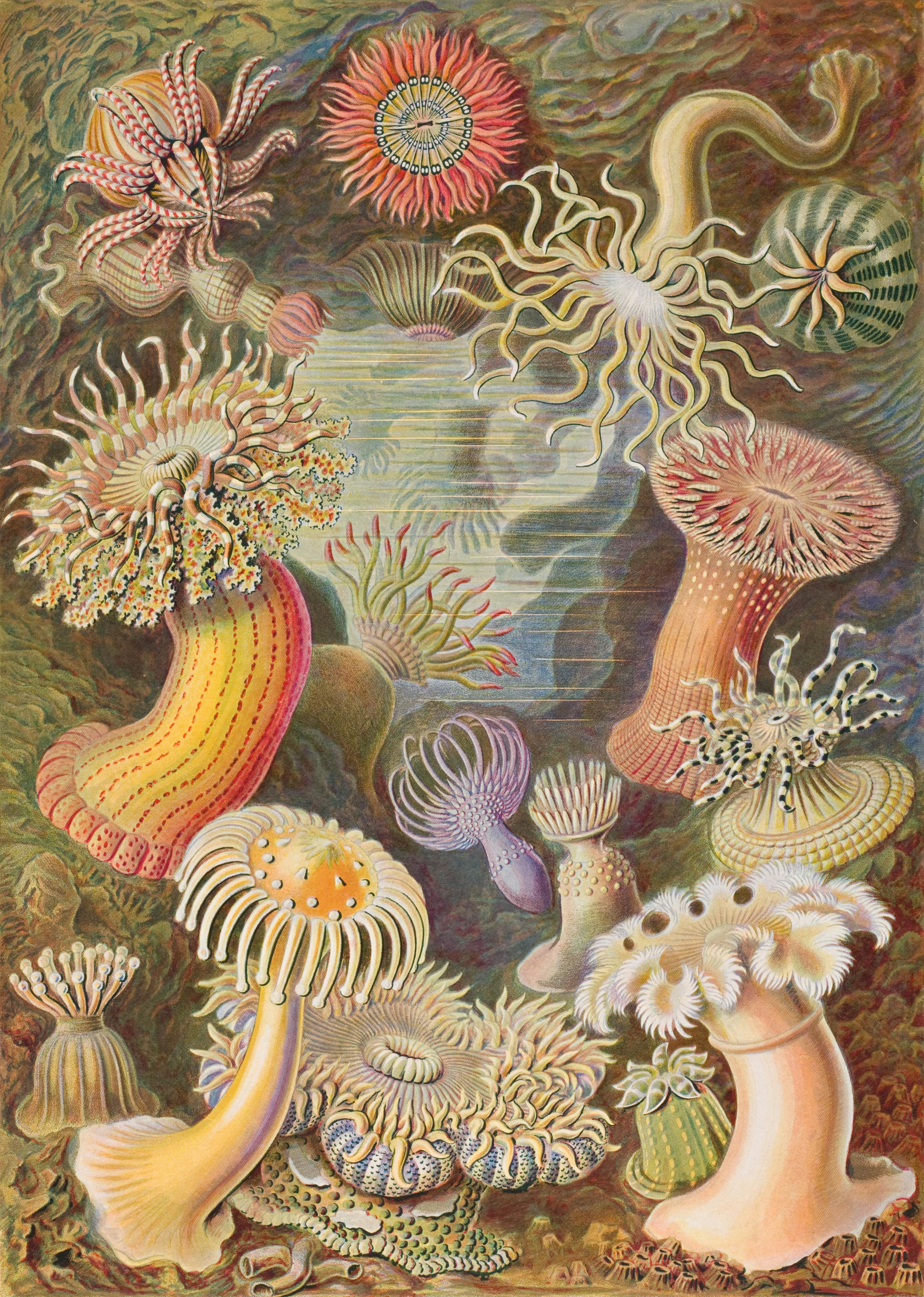
Anemoner (Actiniae)
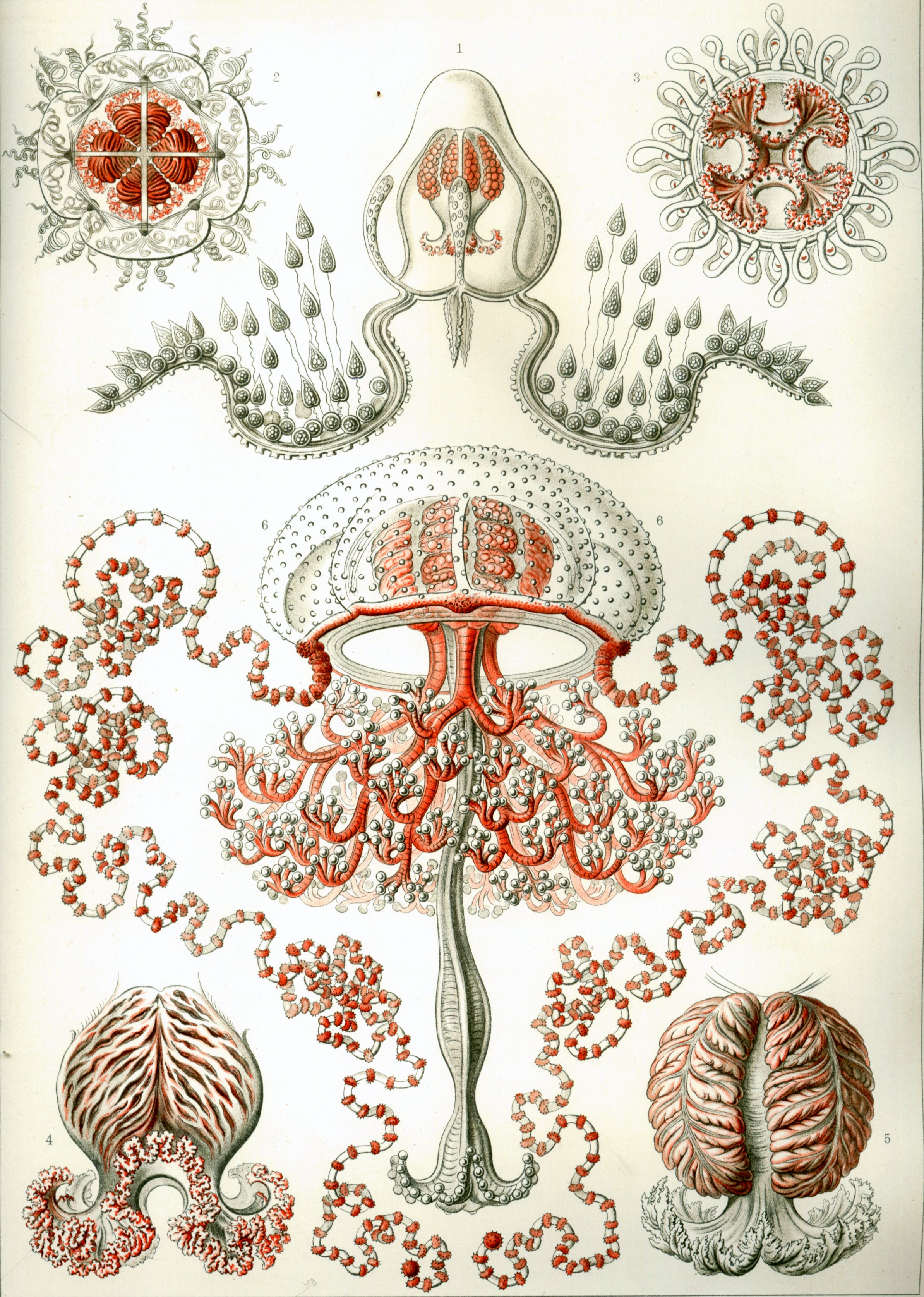
Anthomedusae
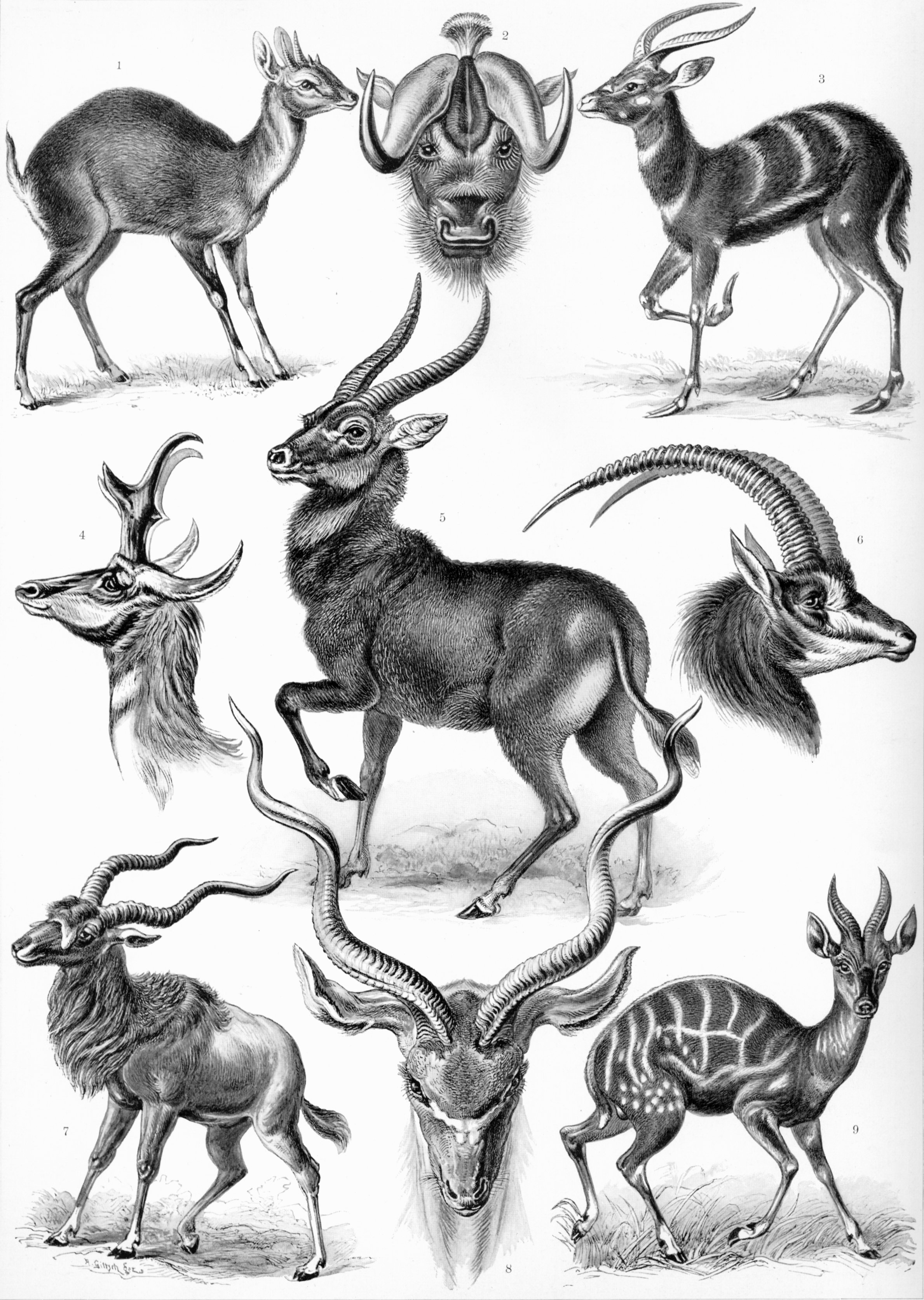
Antilopina
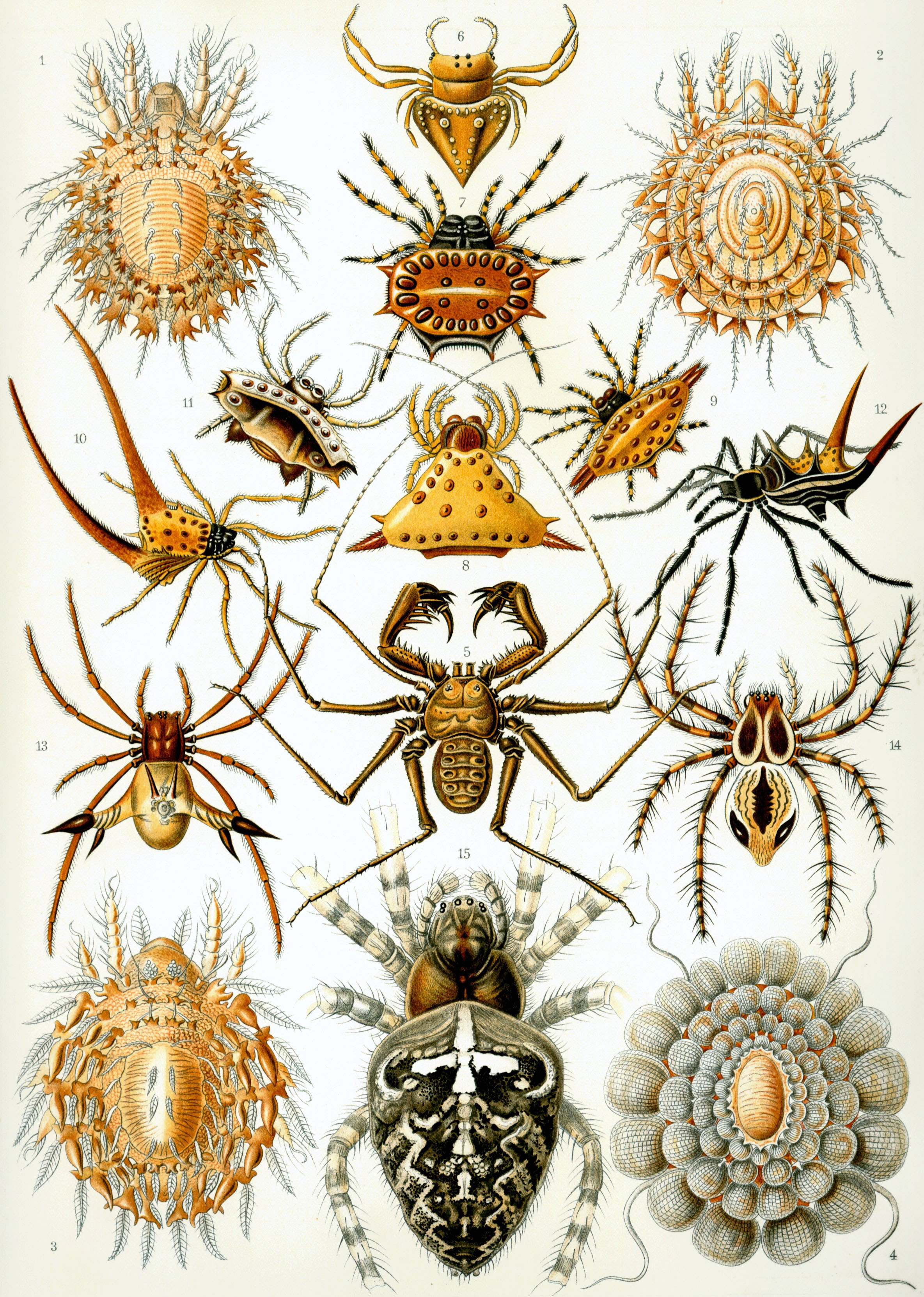
Spindeldjur (Arachnida)
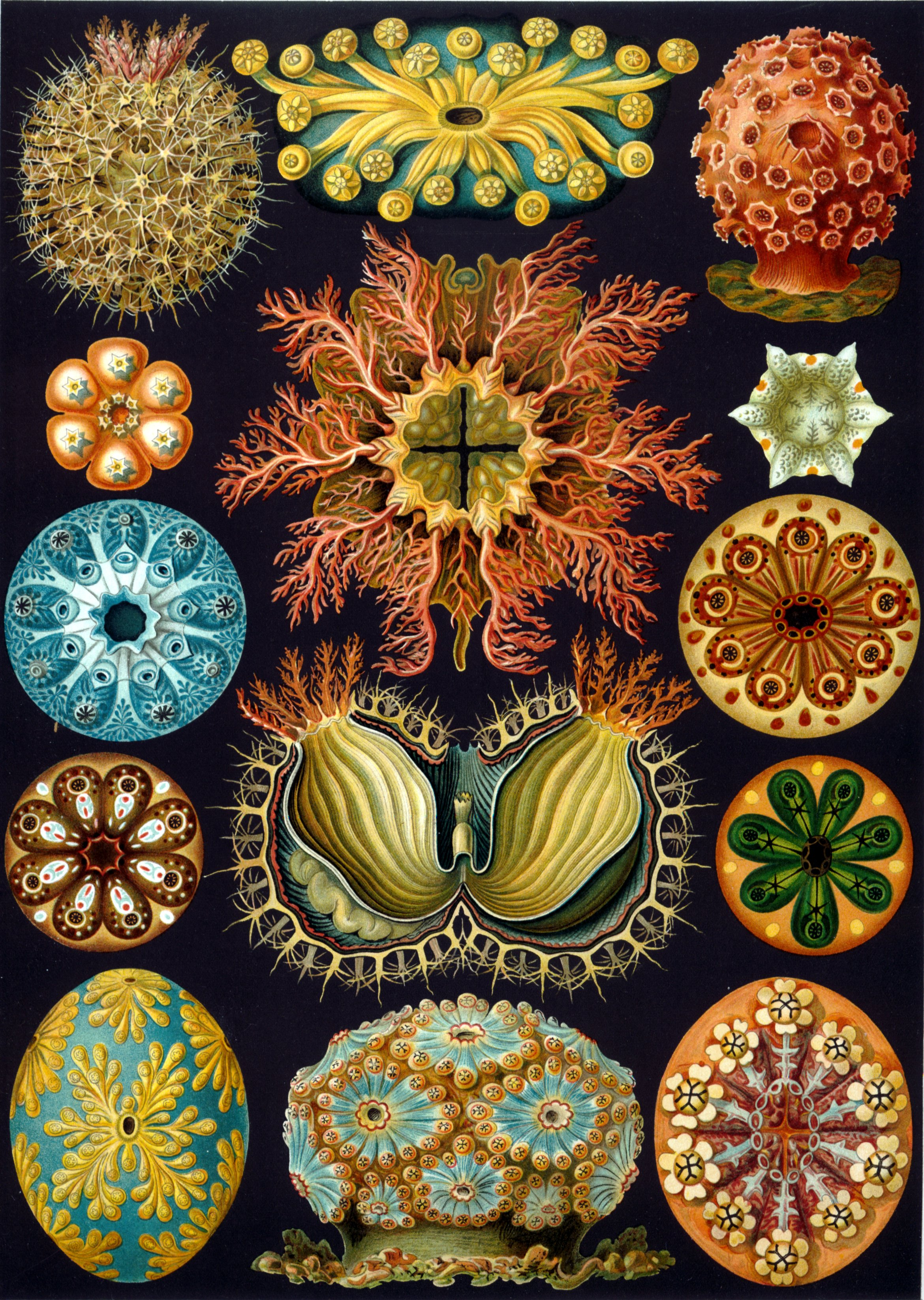
Ascidiae
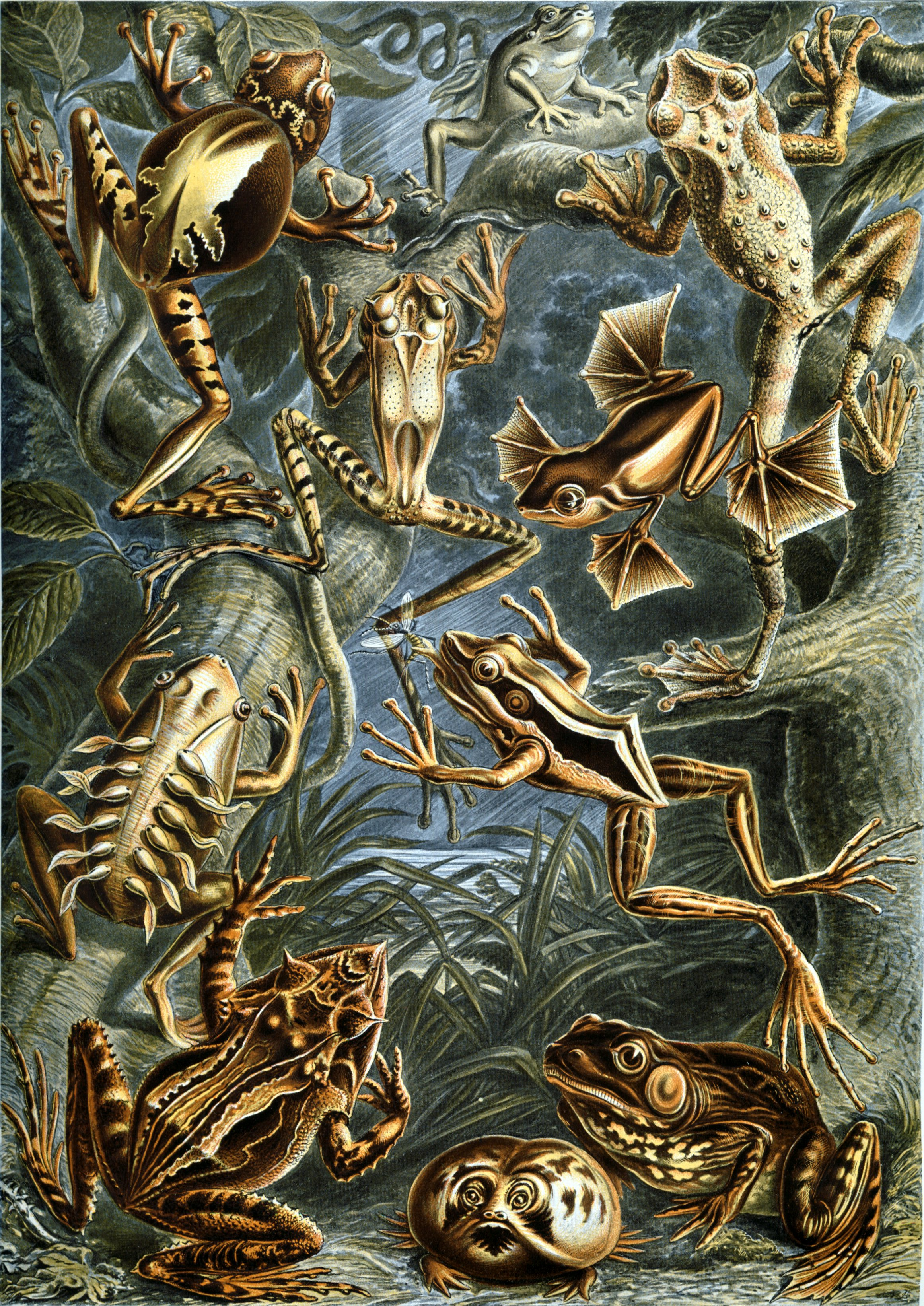
Grodor (Batrachia)
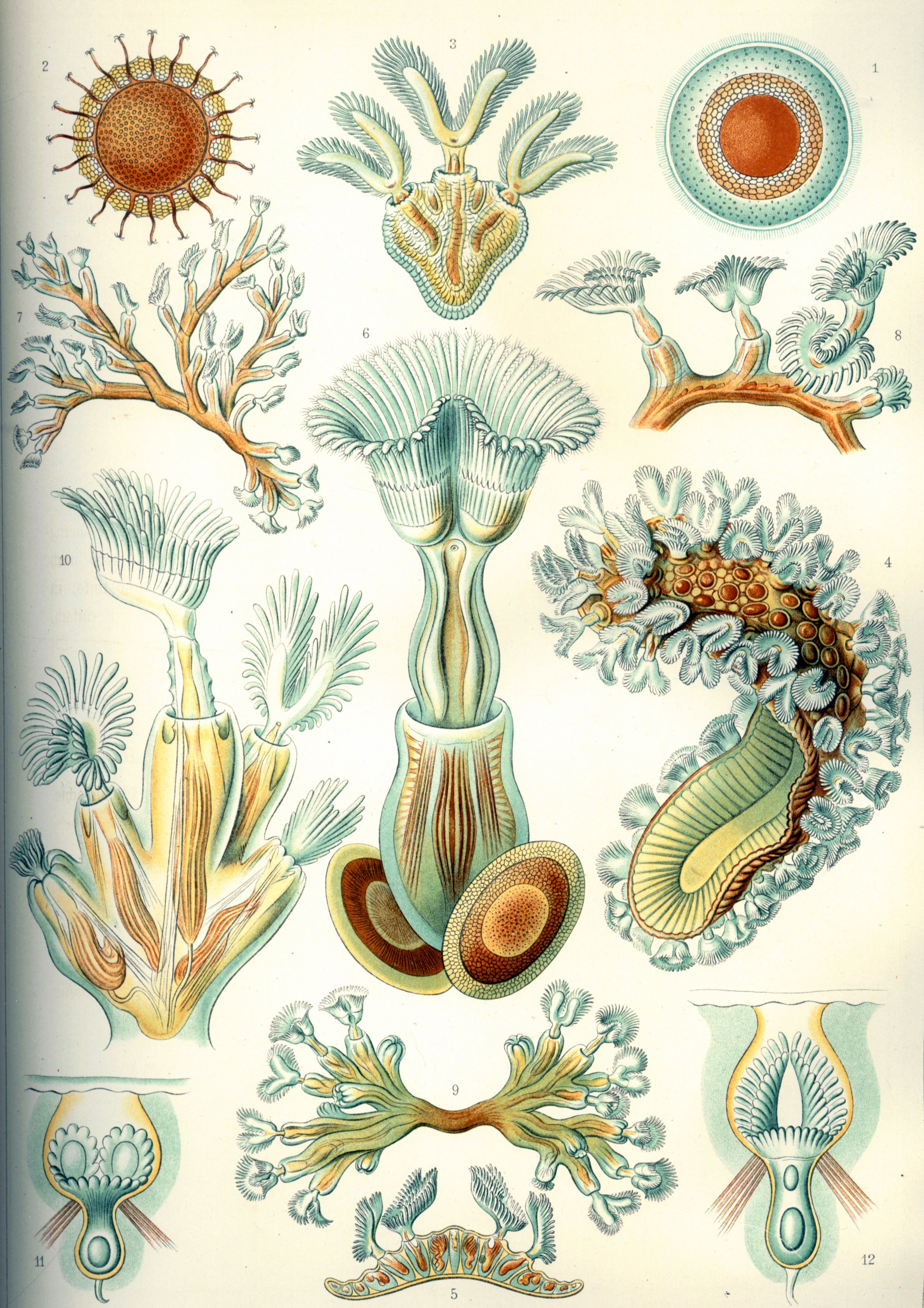
Mossdjur (Bryozoa)
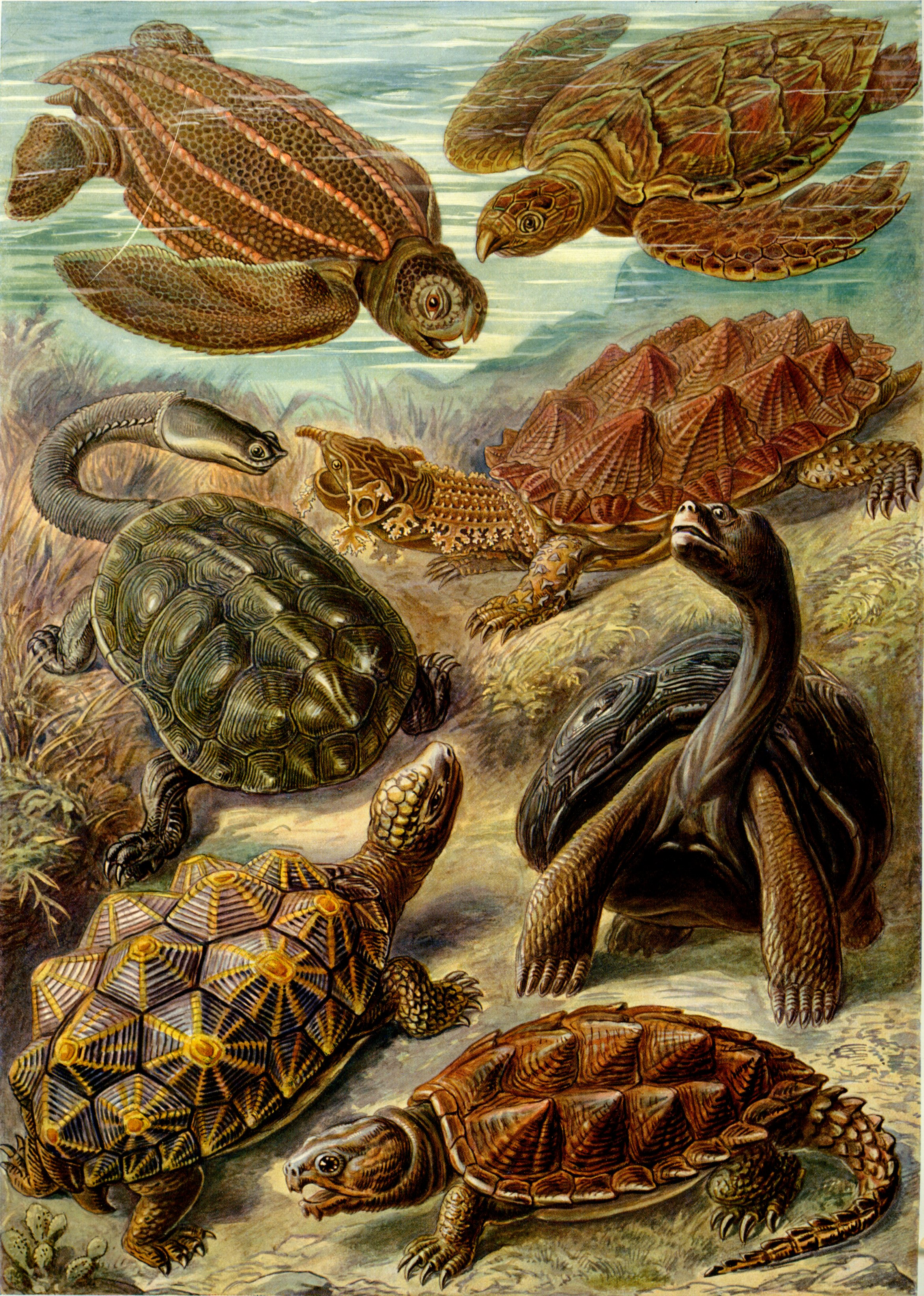
Chelonia
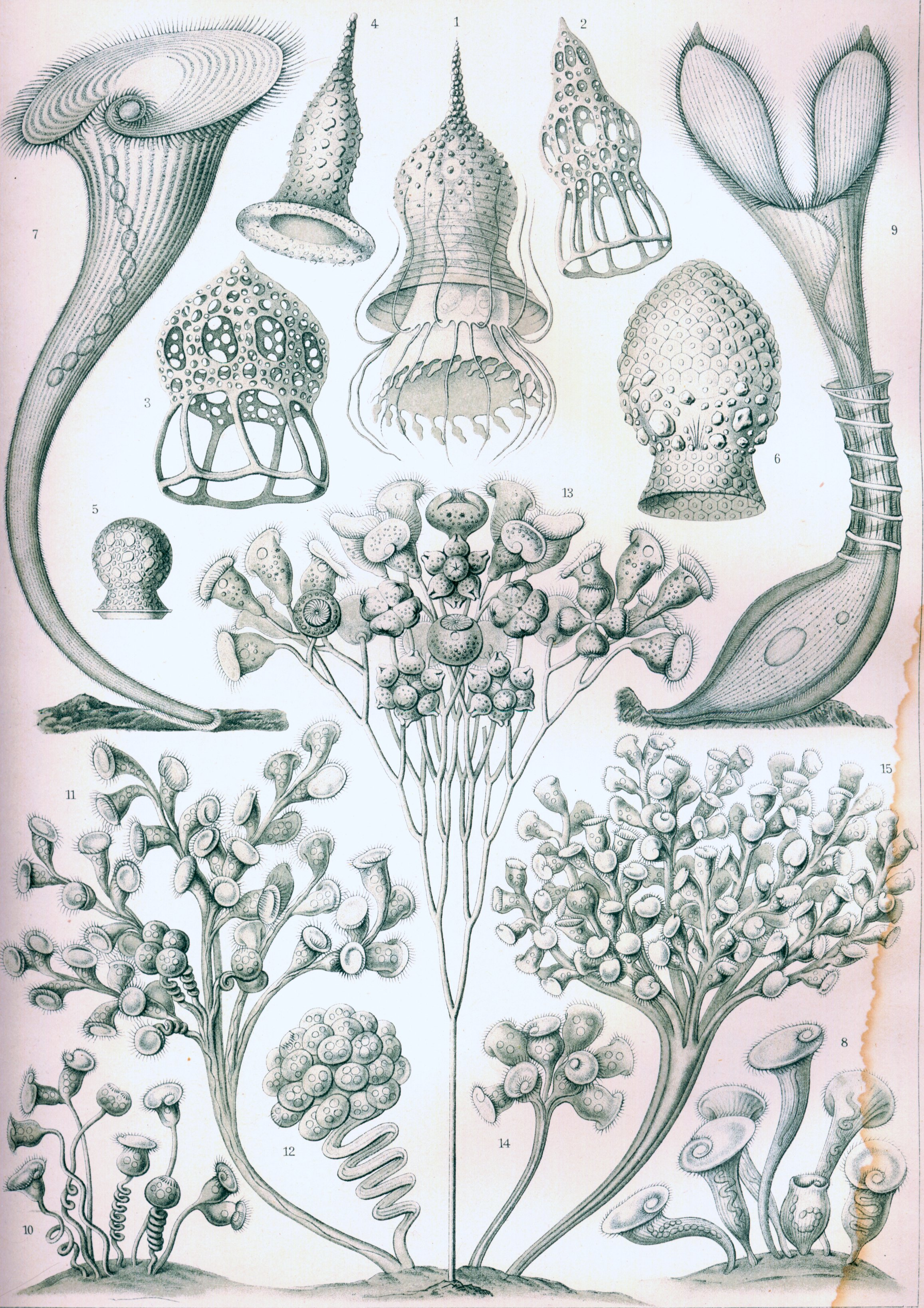
Ciliata
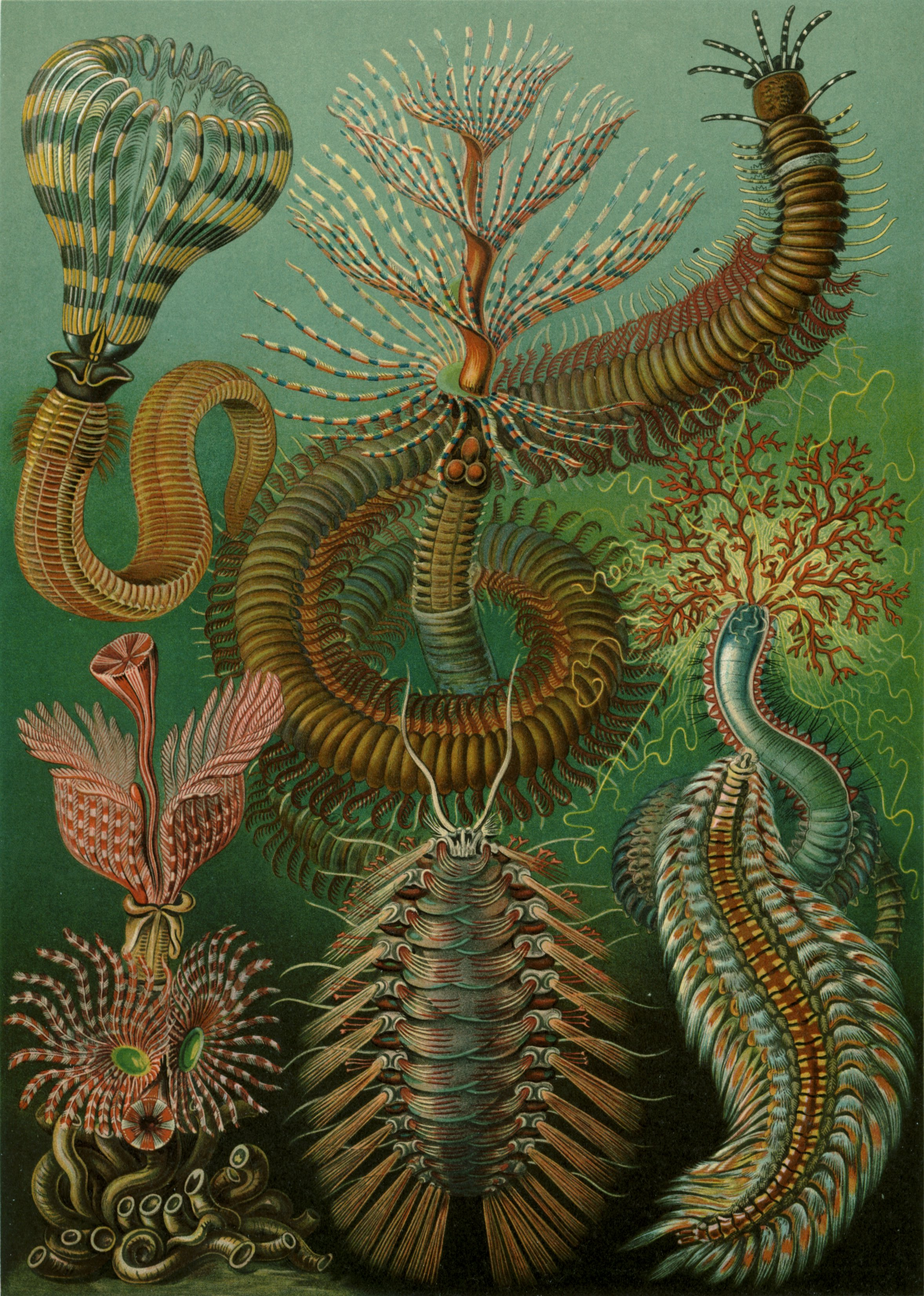
Chaetopoda
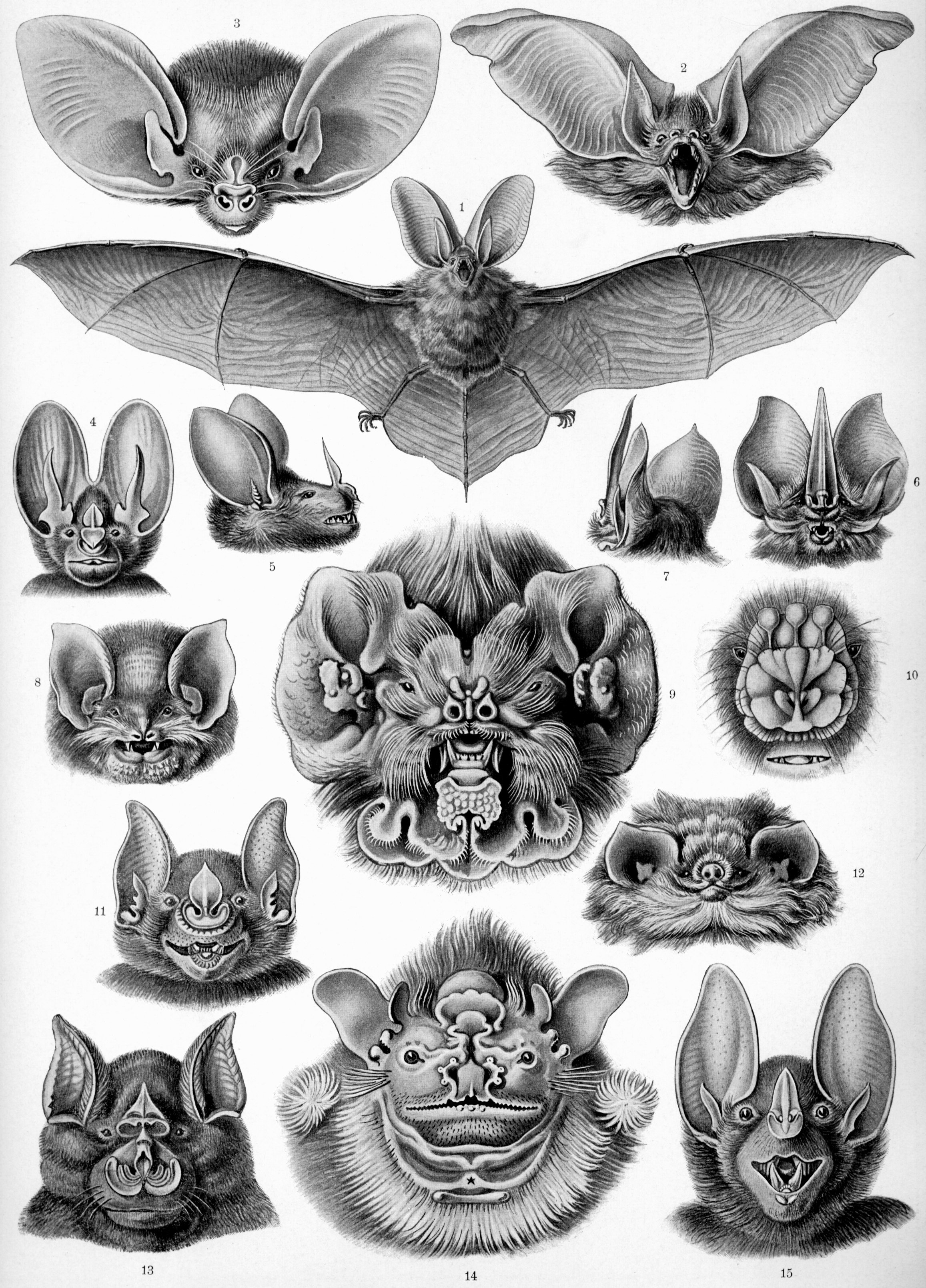
Fladdermus (Chiroptera)
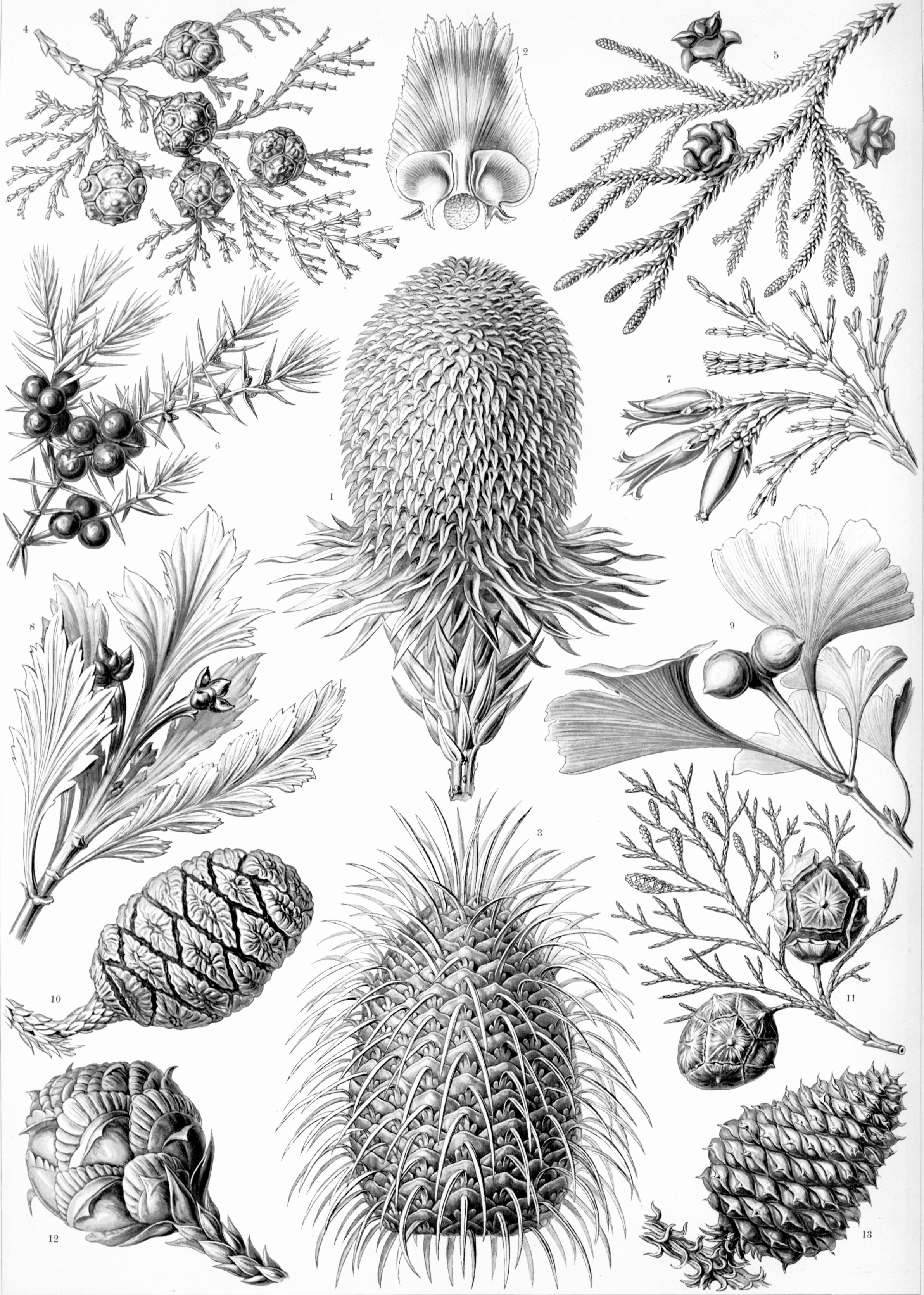
Barrväxter (Coniferae)
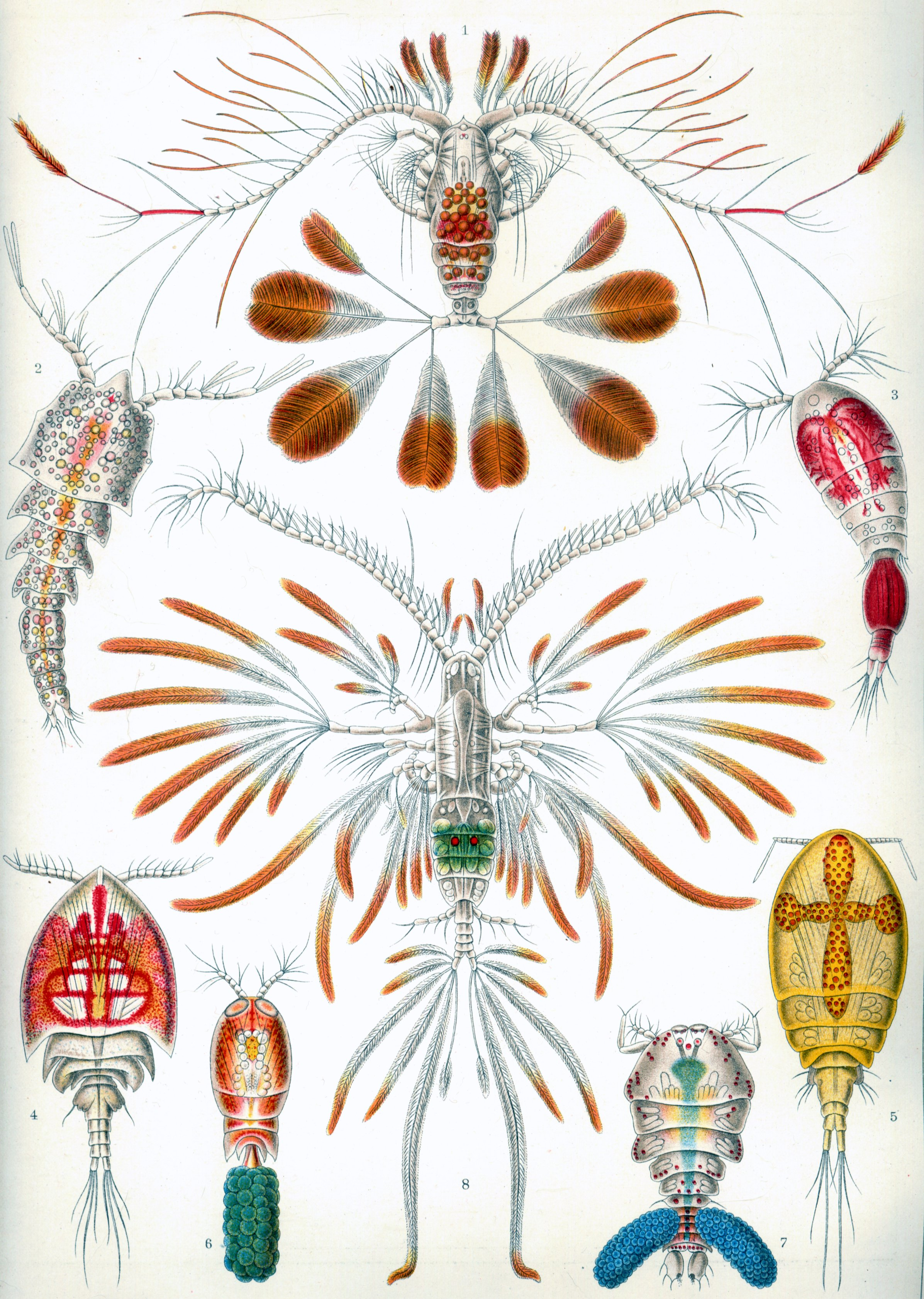
Hoppkräftor (Copepoda)
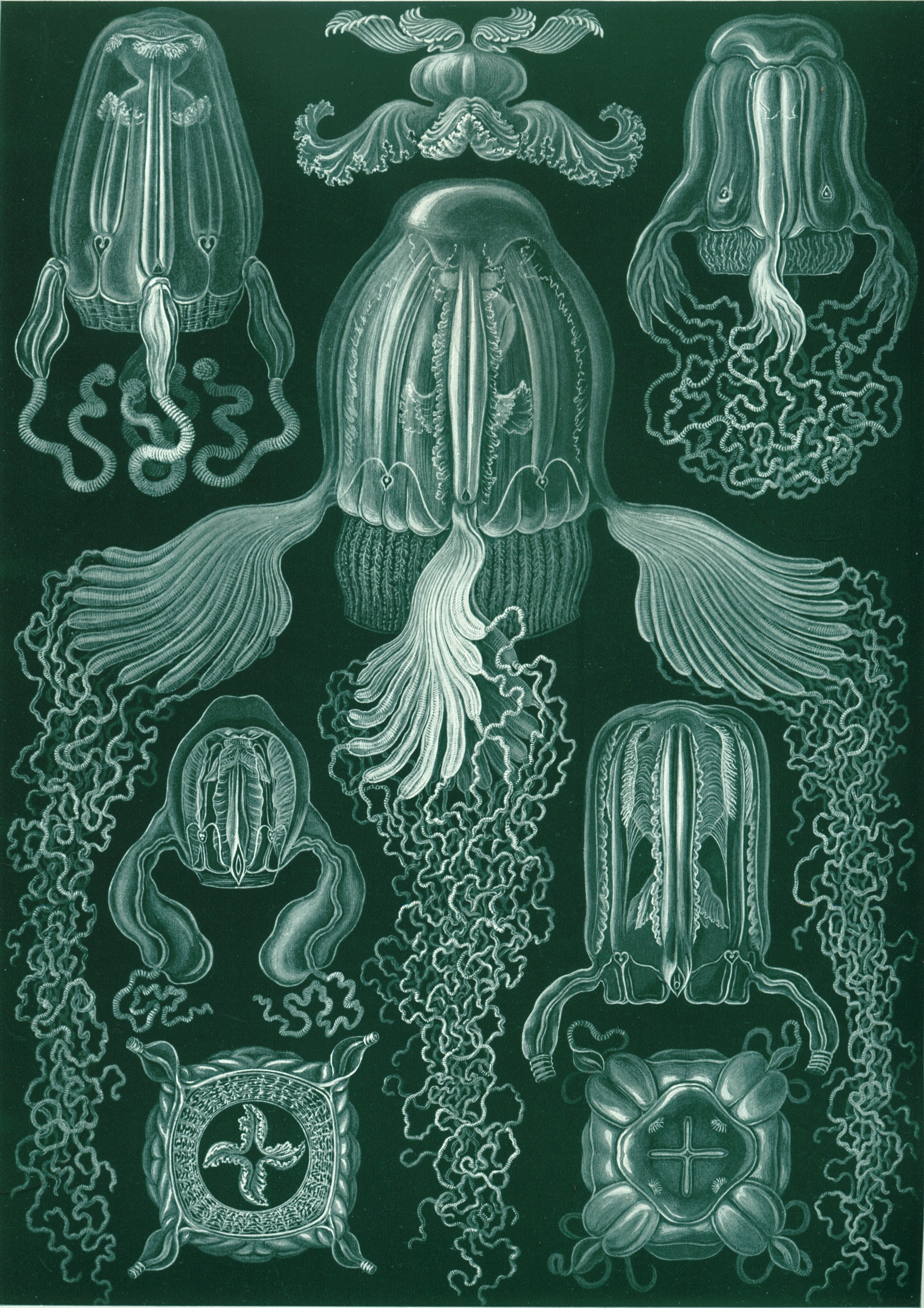
Kubmaneter (Cubomedusae)
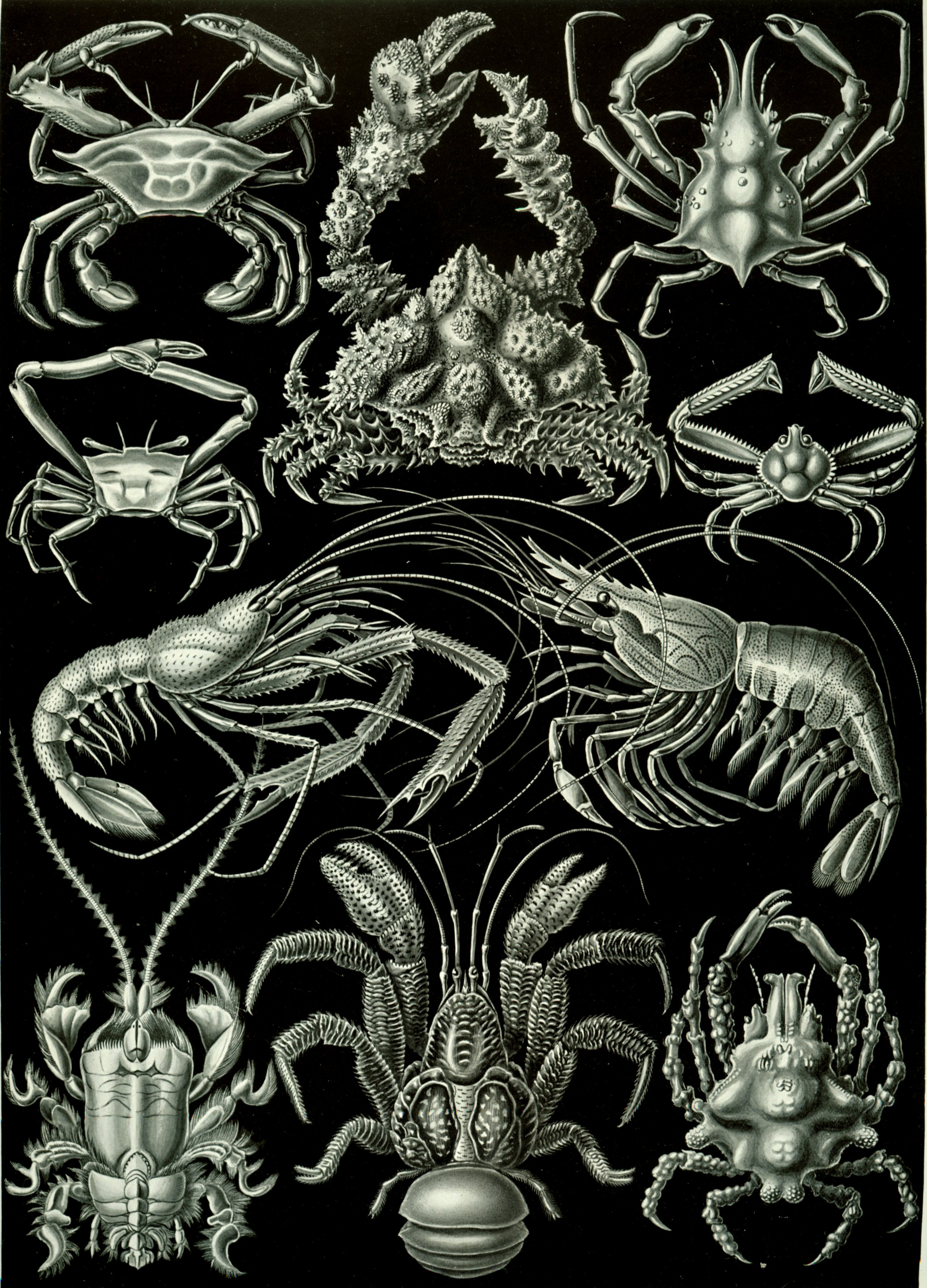
Tiofotade kräftdjur (Decapoda)
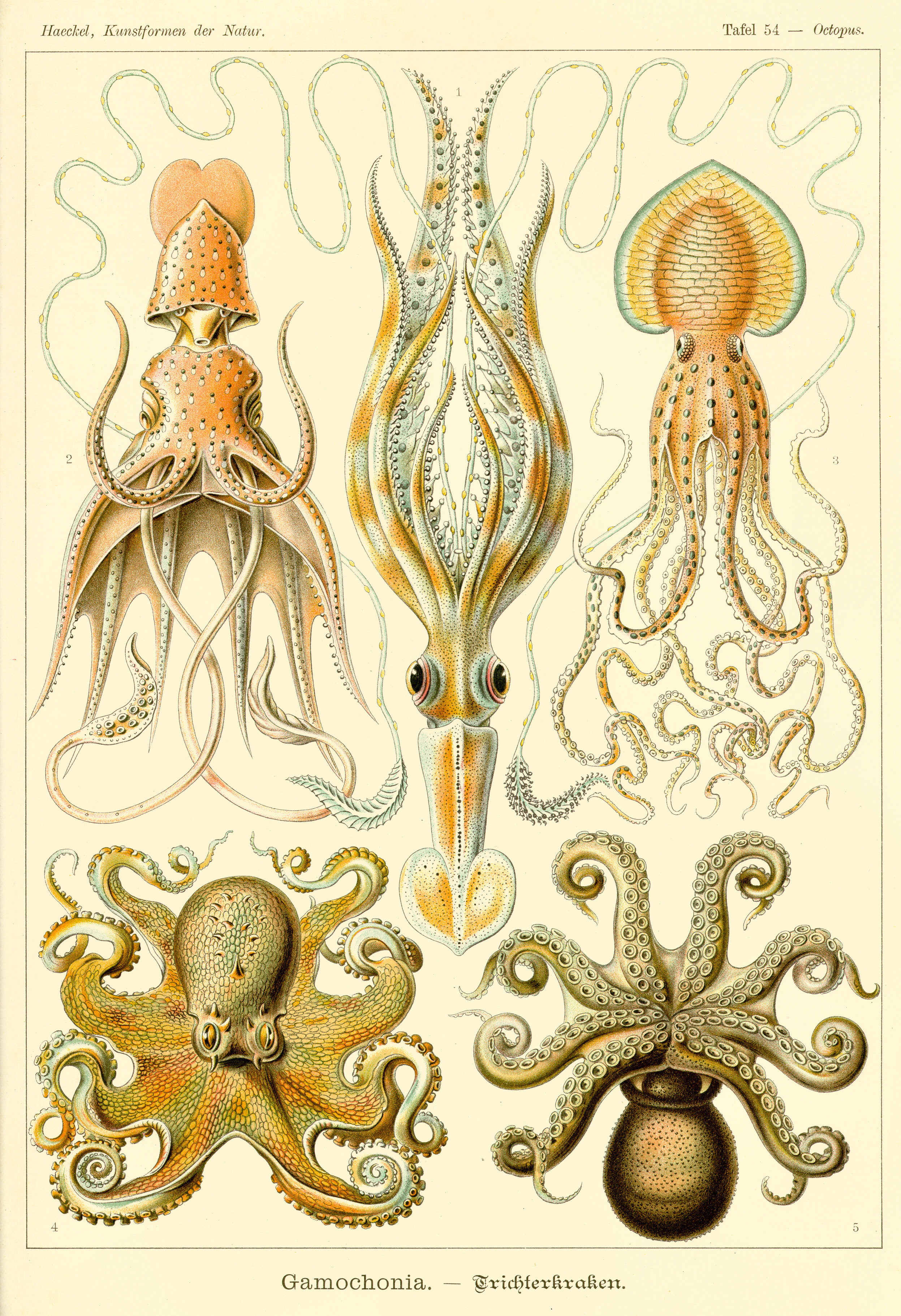
Bläckfiskar (Gamochonia)
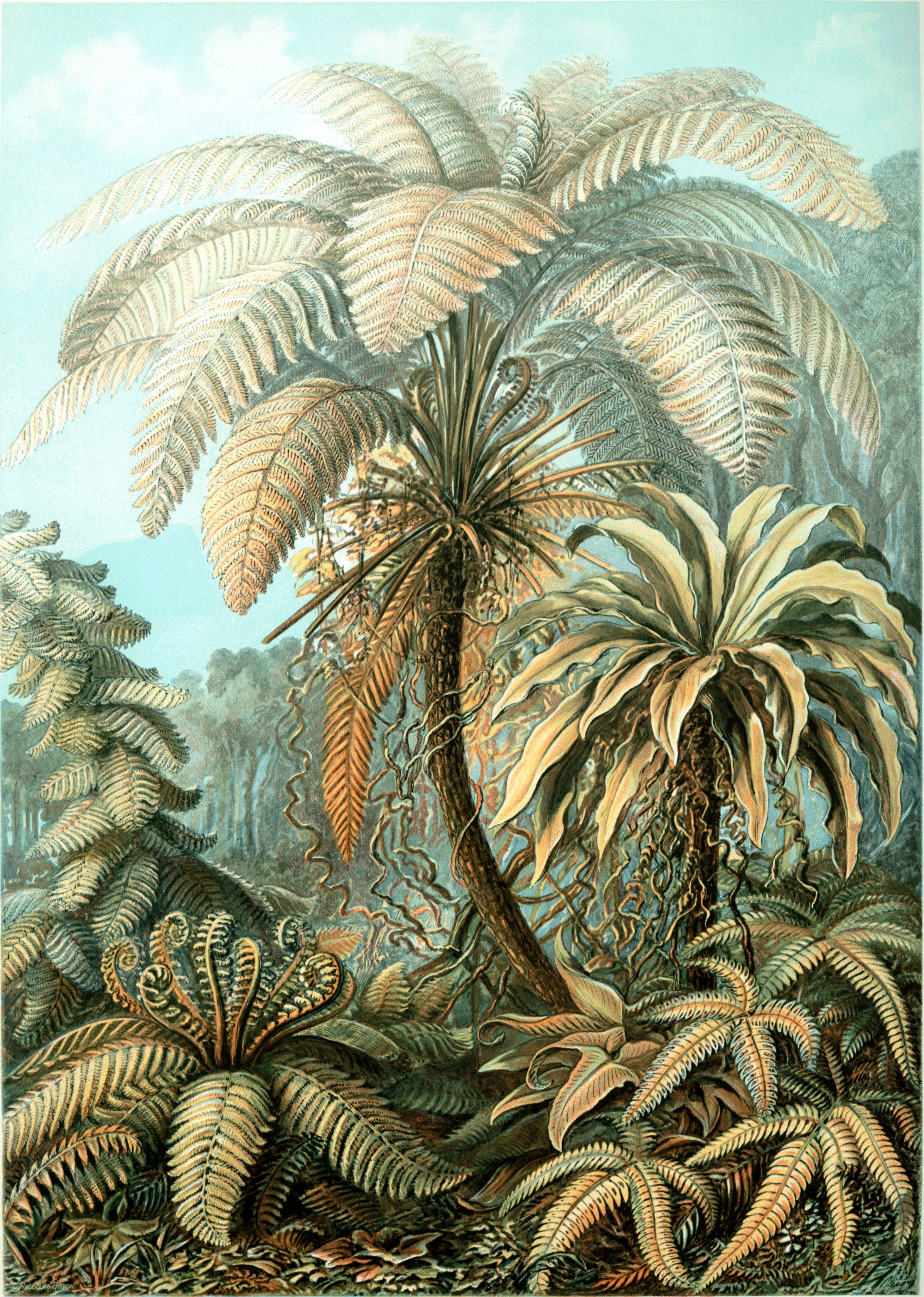
Filicinae
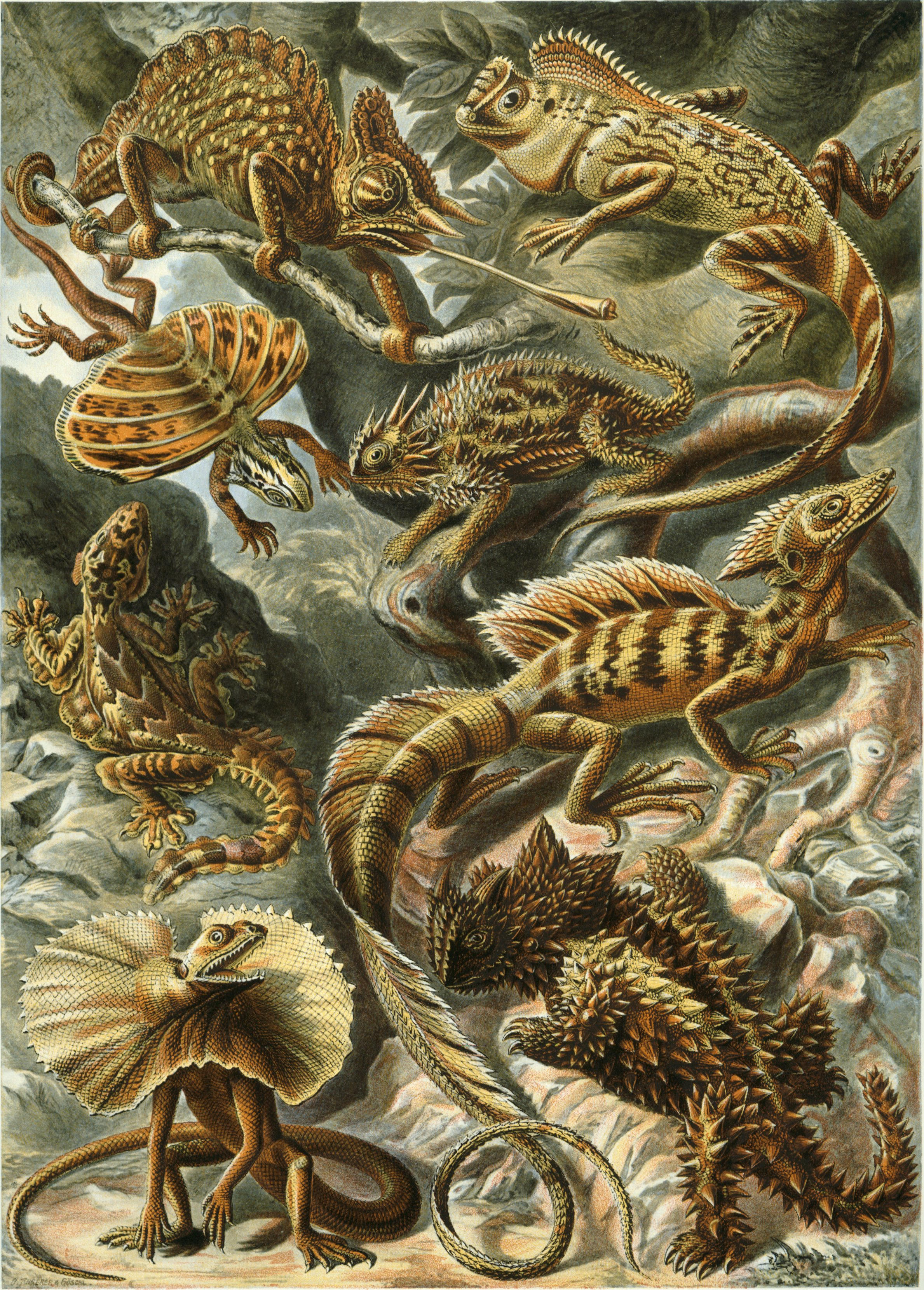
Ödlor (Lacertilia)
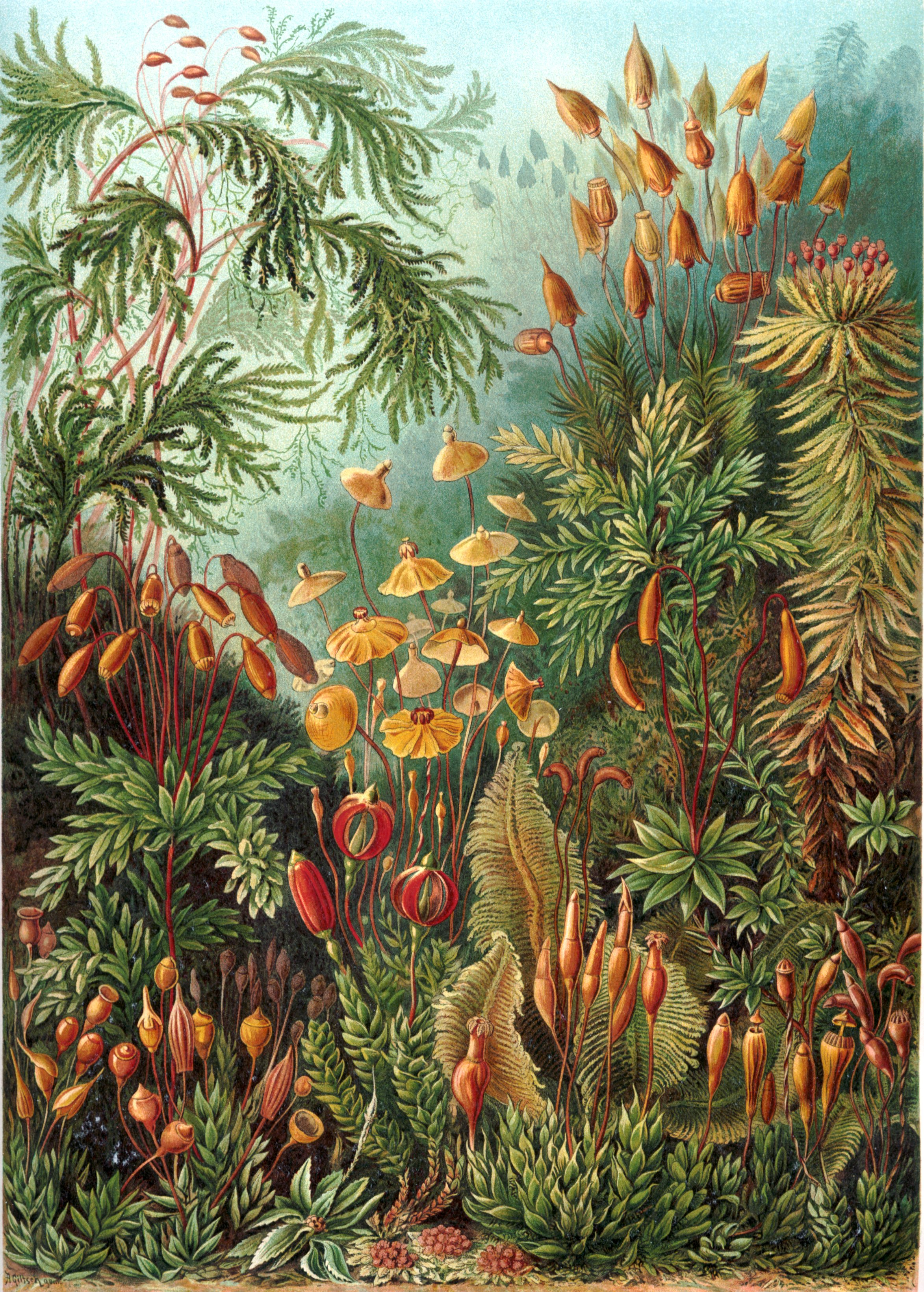
Muscinae
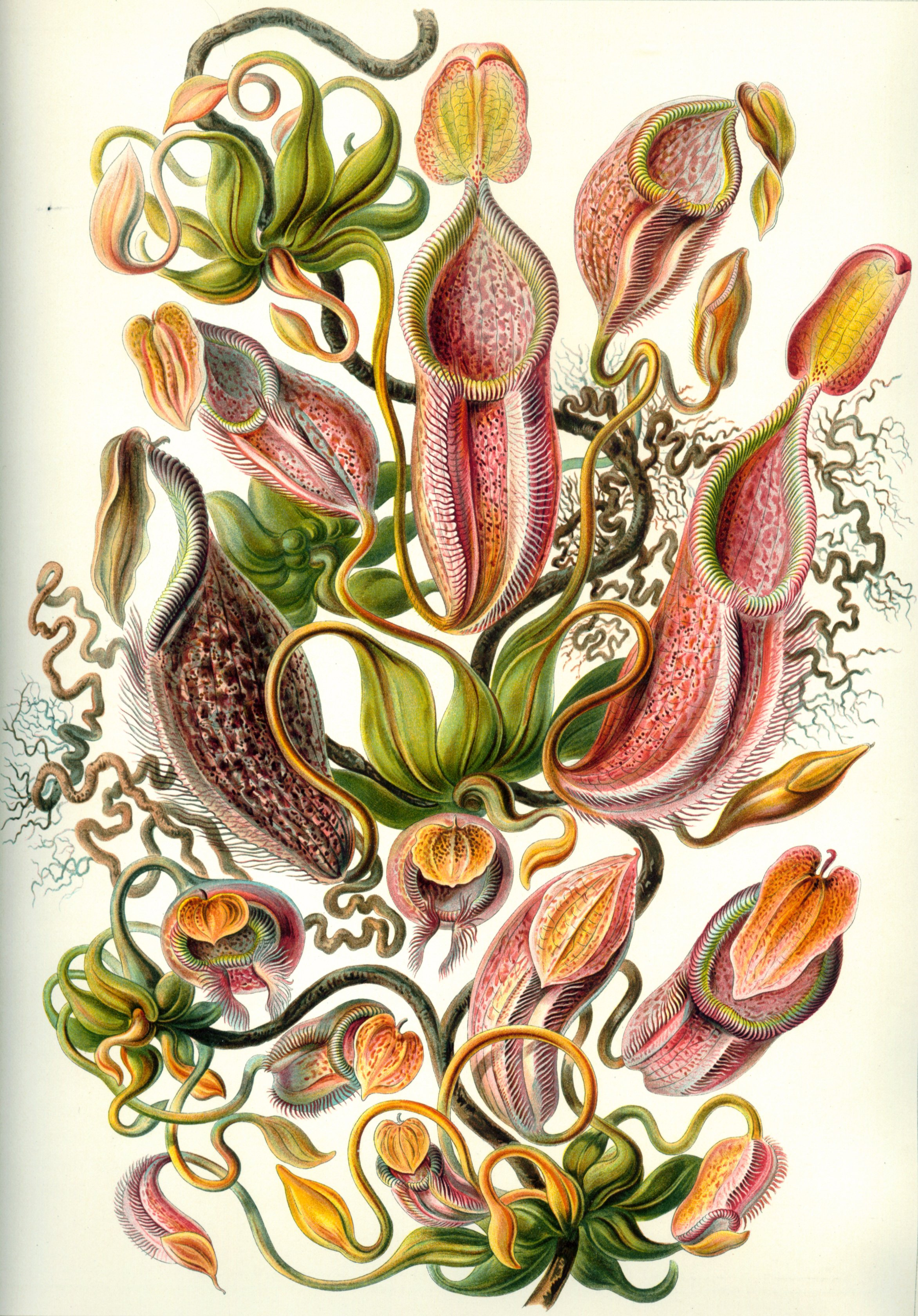
Nepenthaceae
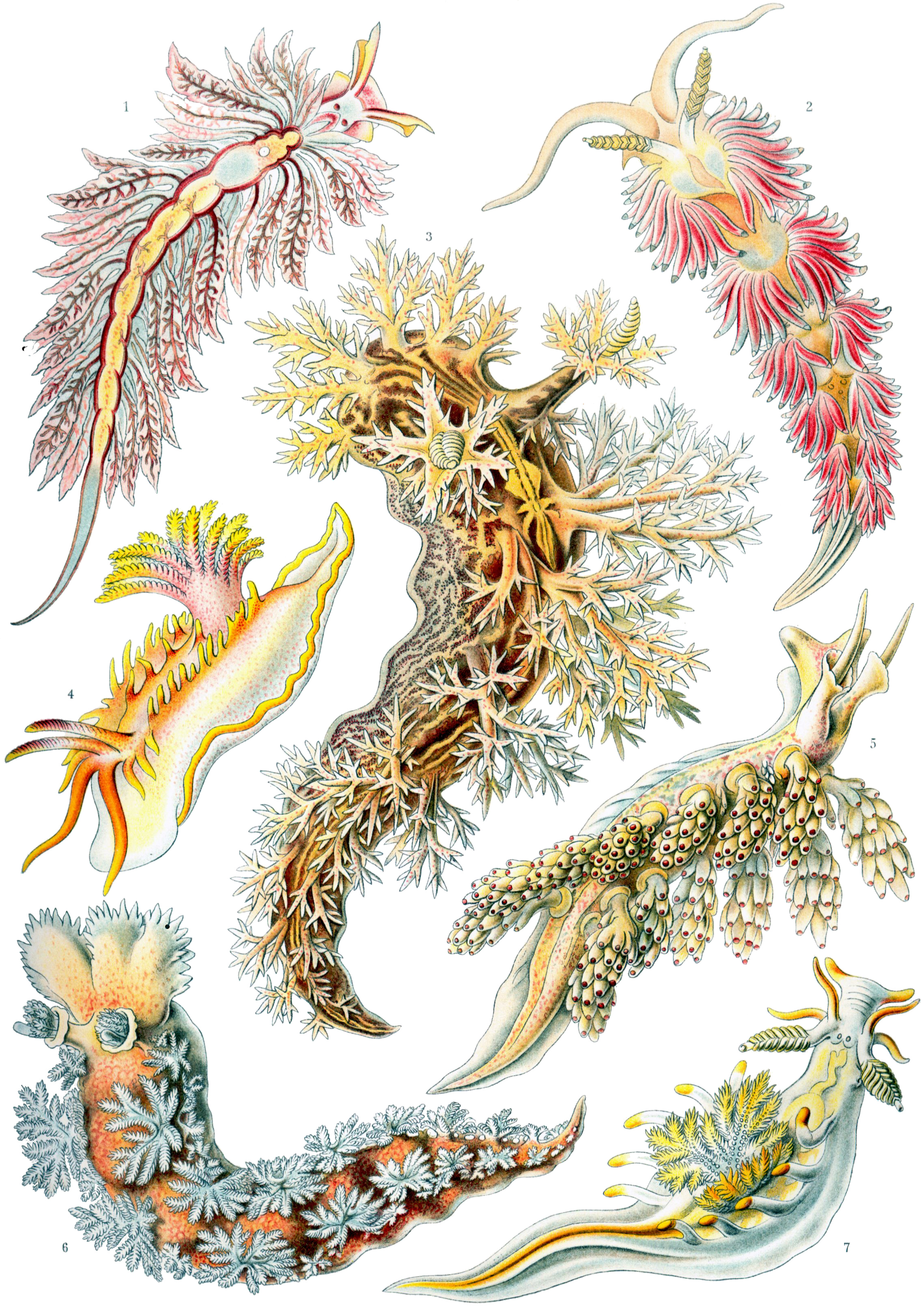
Nakensnäckor (Nudibranchia)
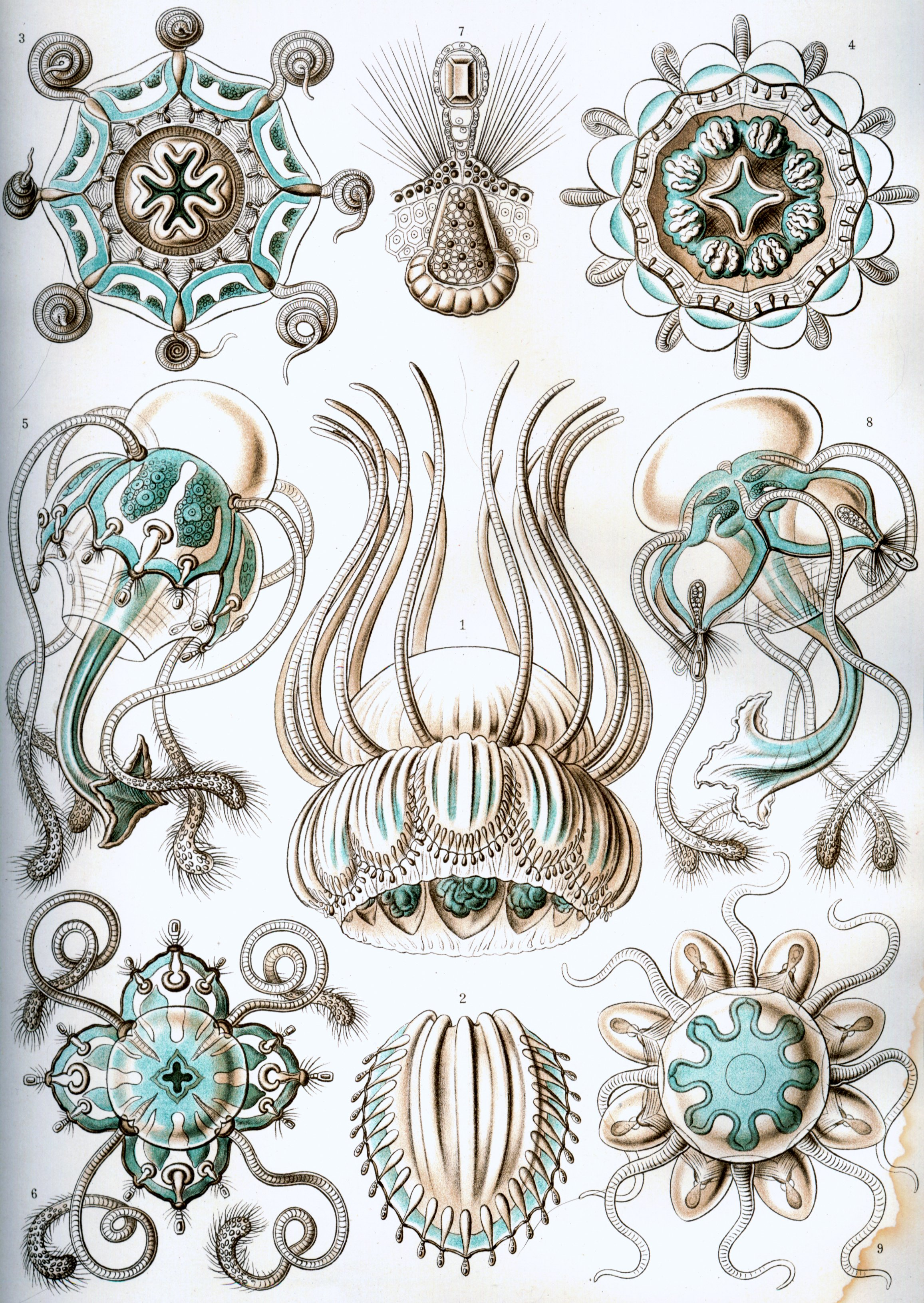
Narcomedusae
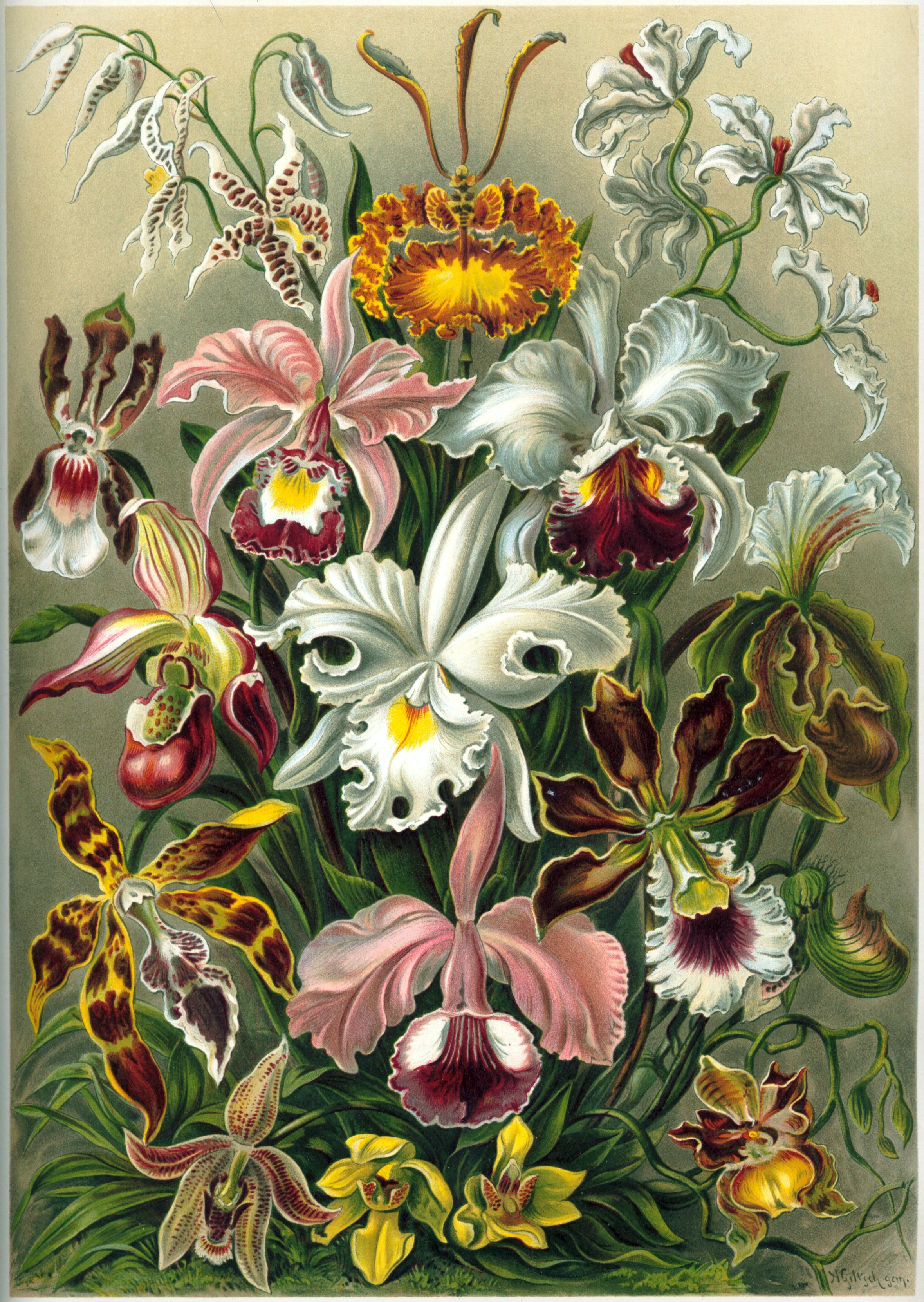
Orkidéer (Orchidae)
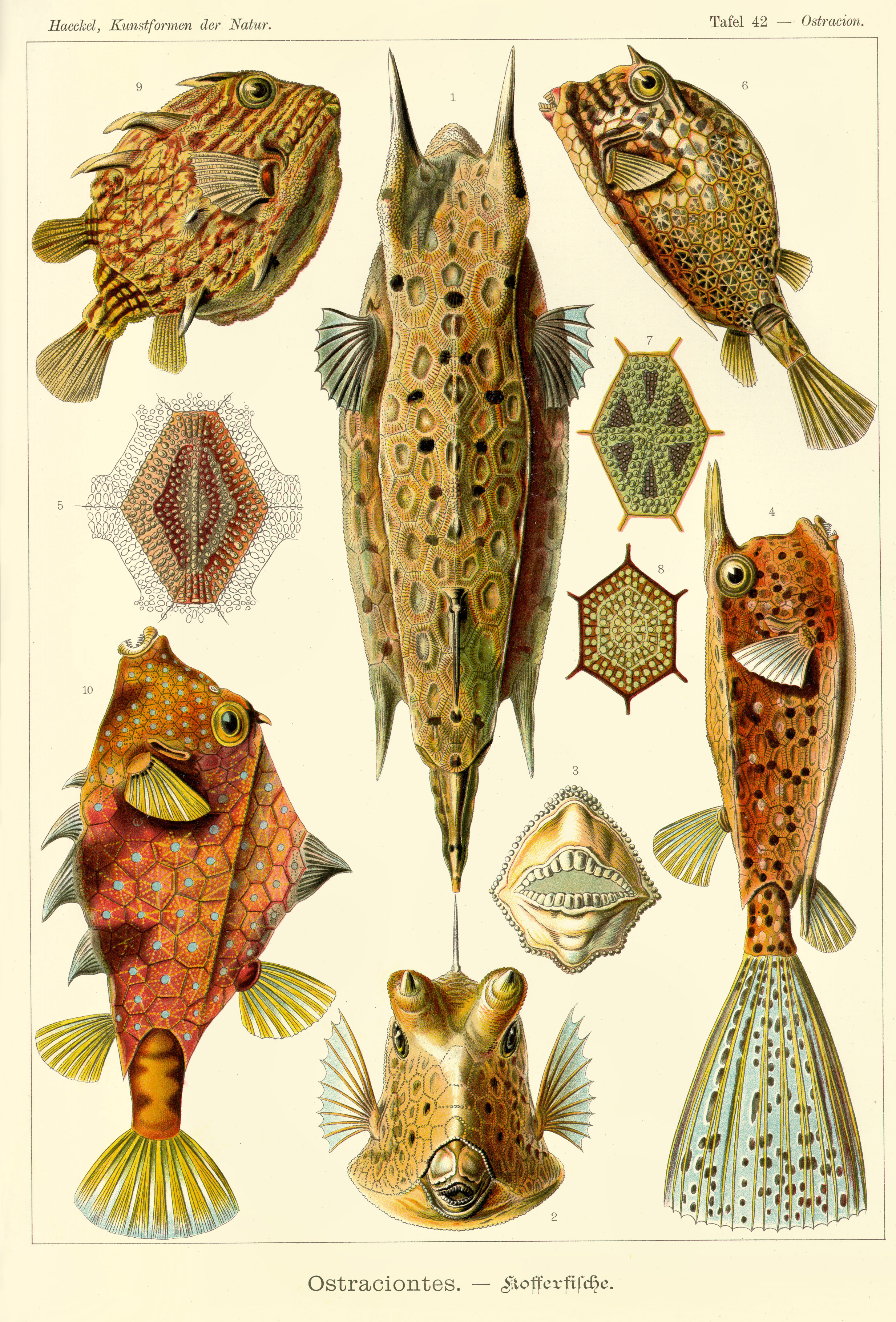
Koffertfiskar (Ostraciontes)
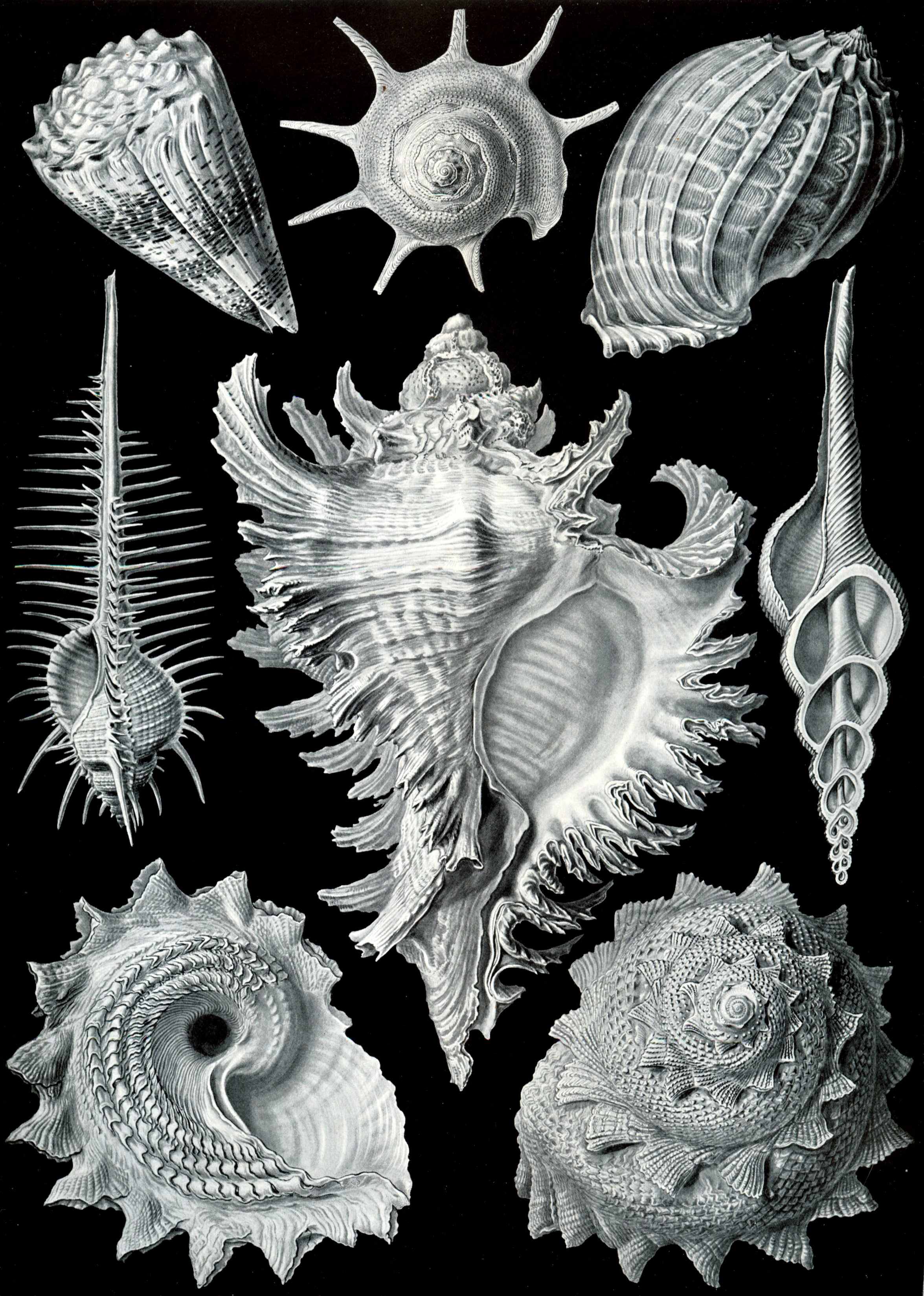
Framgälade snäckor Prosobranchia (föråldrat namn)
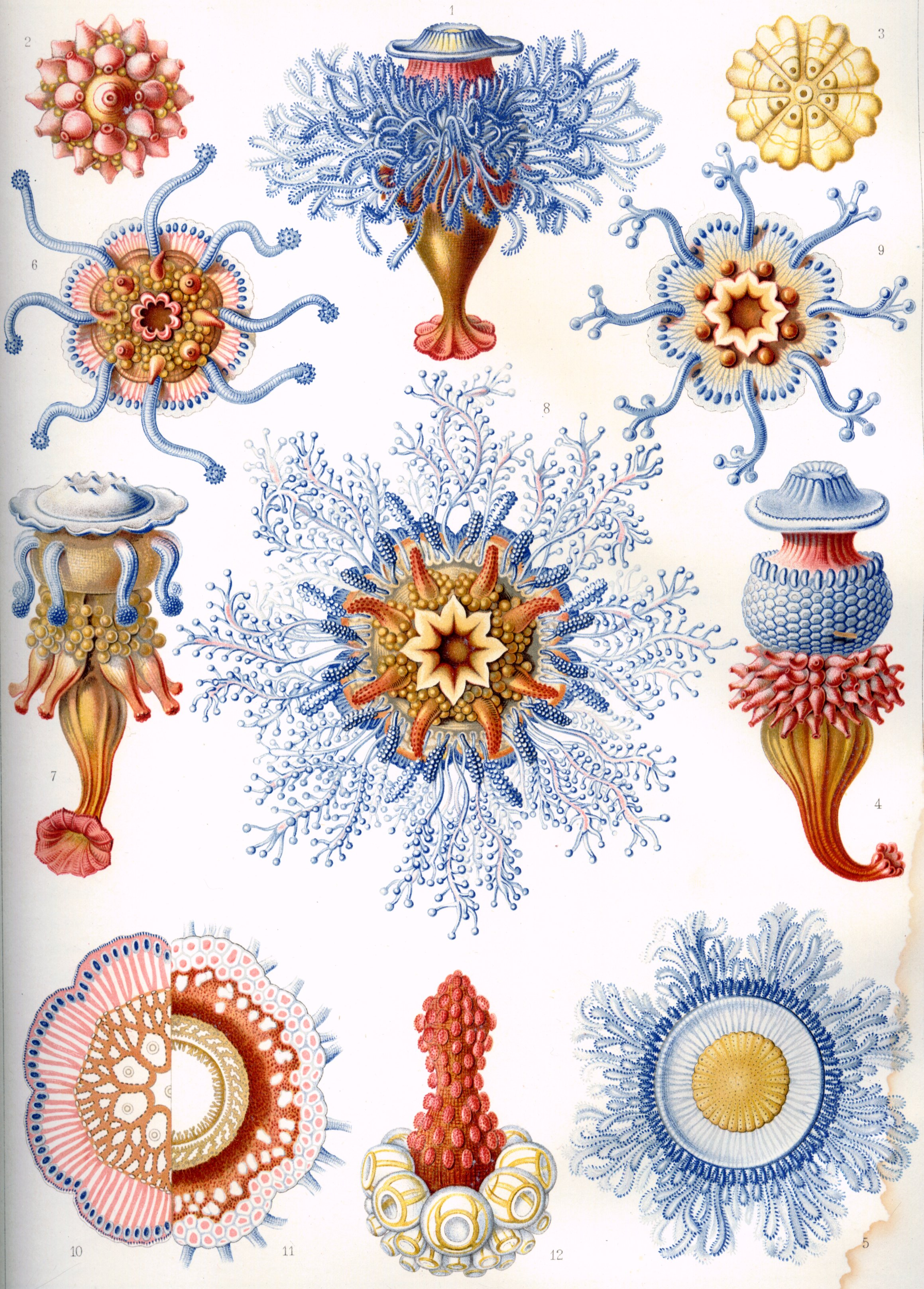
Siphonophorae
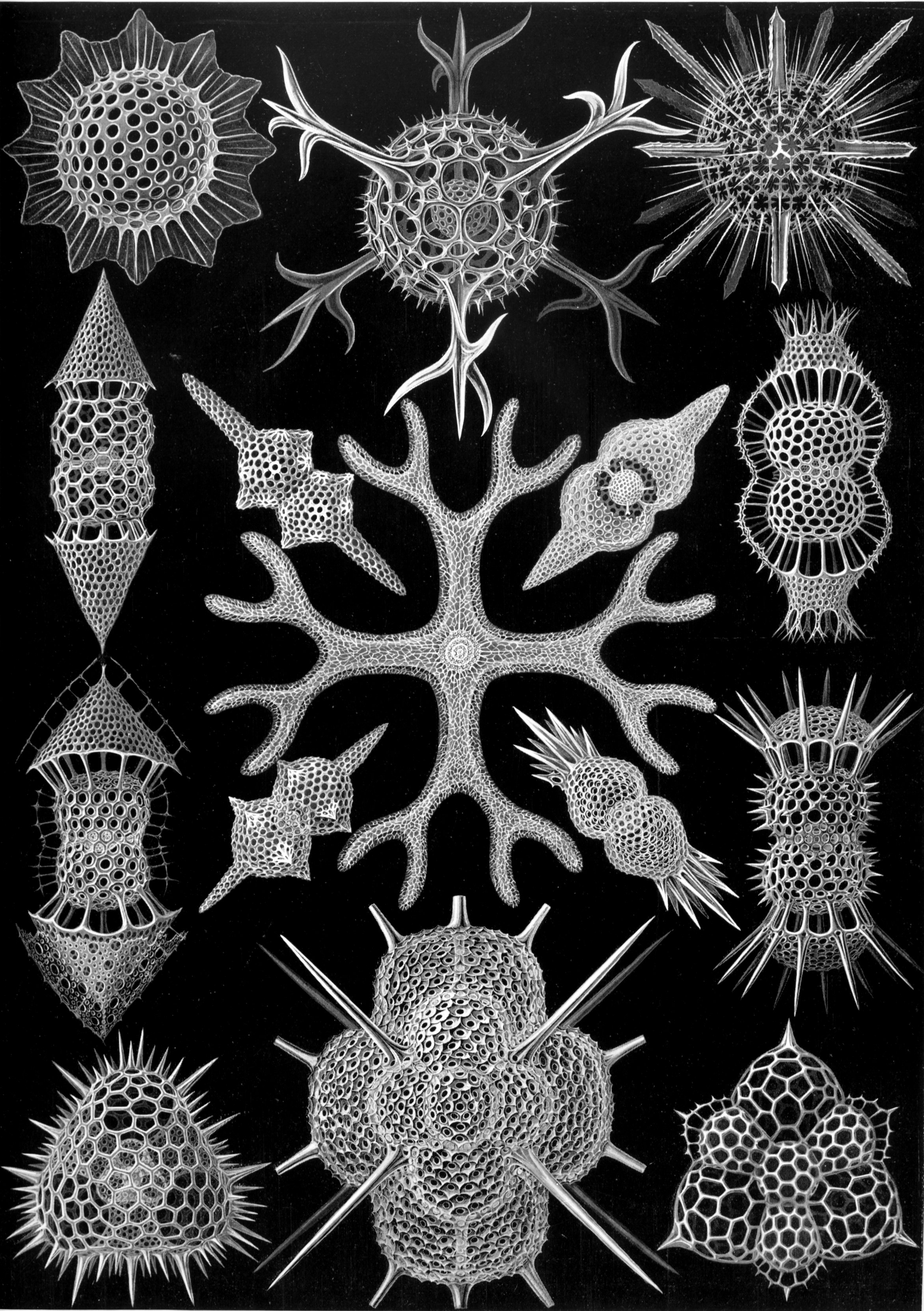
Spumellaria
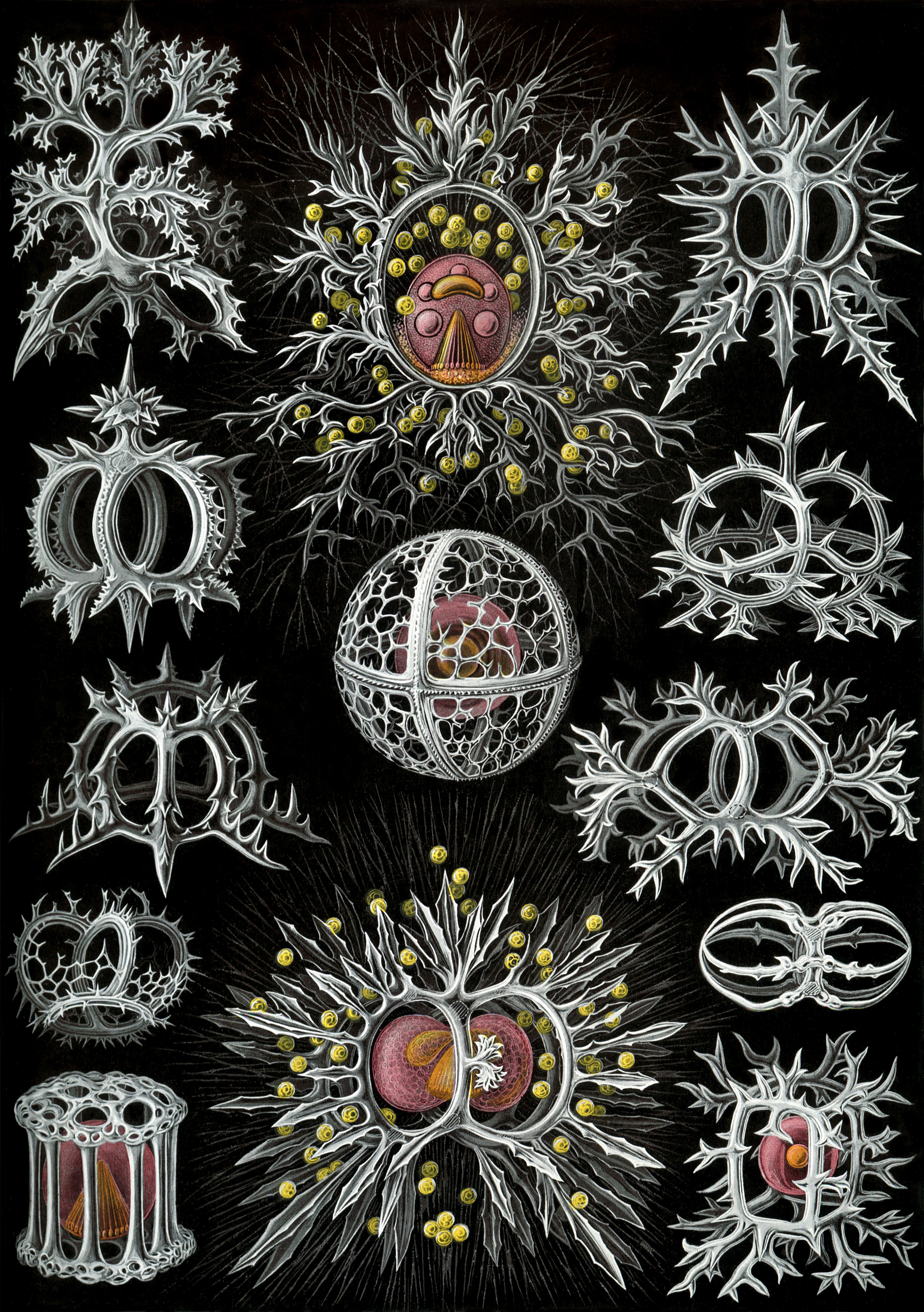
Stephoidea
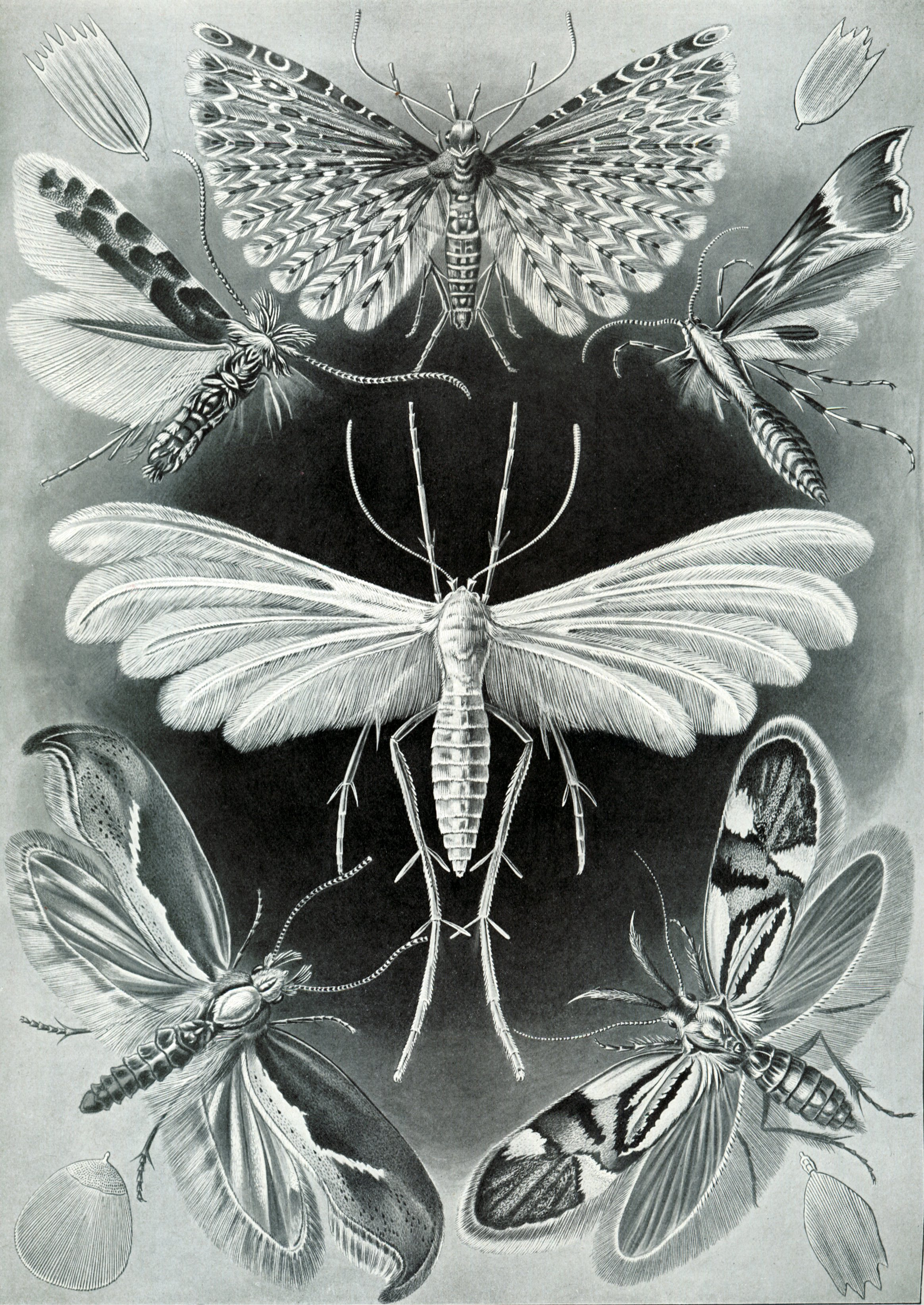
Nattfjärilar (Tineida)
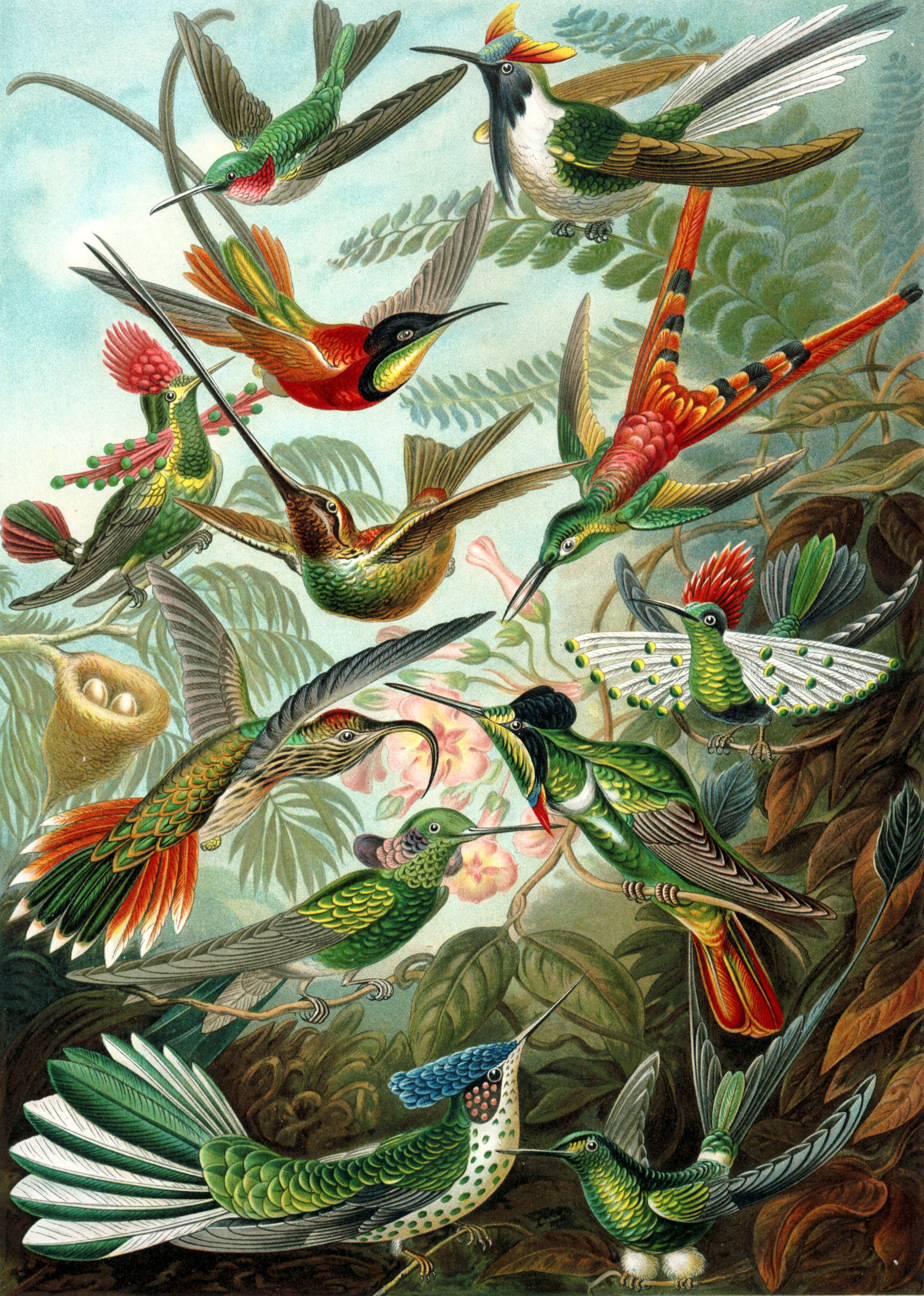
Kolibrier (Trochilidae)
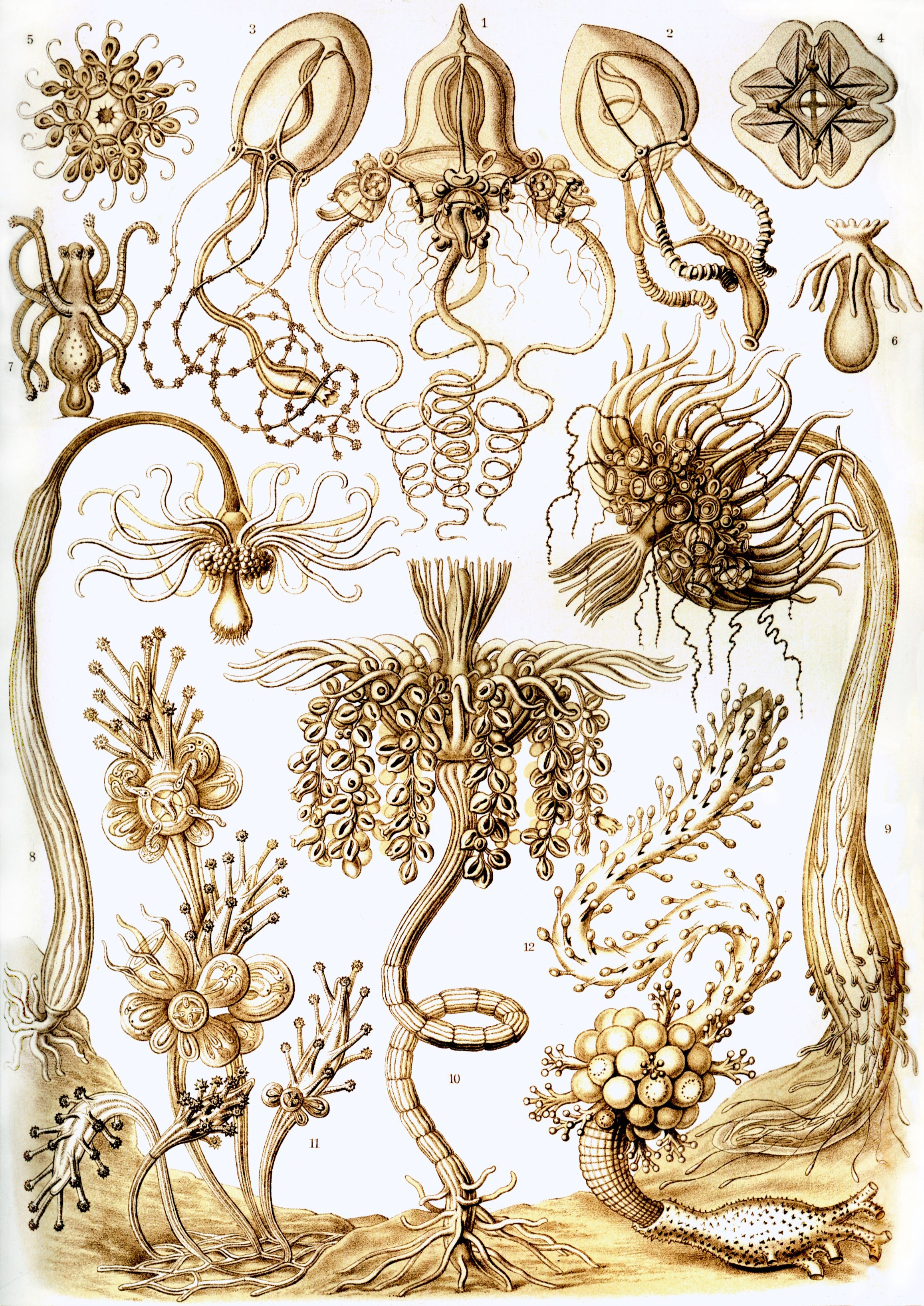
Tubulariae